# Liste des mollusques continentaux de France
En 2009 selon le MNHN et l'INPN, la faune de la France métropolitaine et continentale comprenait officiellement 731 taxons terminaux de mollusques terrestres et d'eau douce.  
Depuis 2010 chaque espèce ayant fait l'objet d'une description scientifique valide dispose d'un nom scientifique en latin, mais aussi d'un nom vulgaire en français unique et non ambigu.

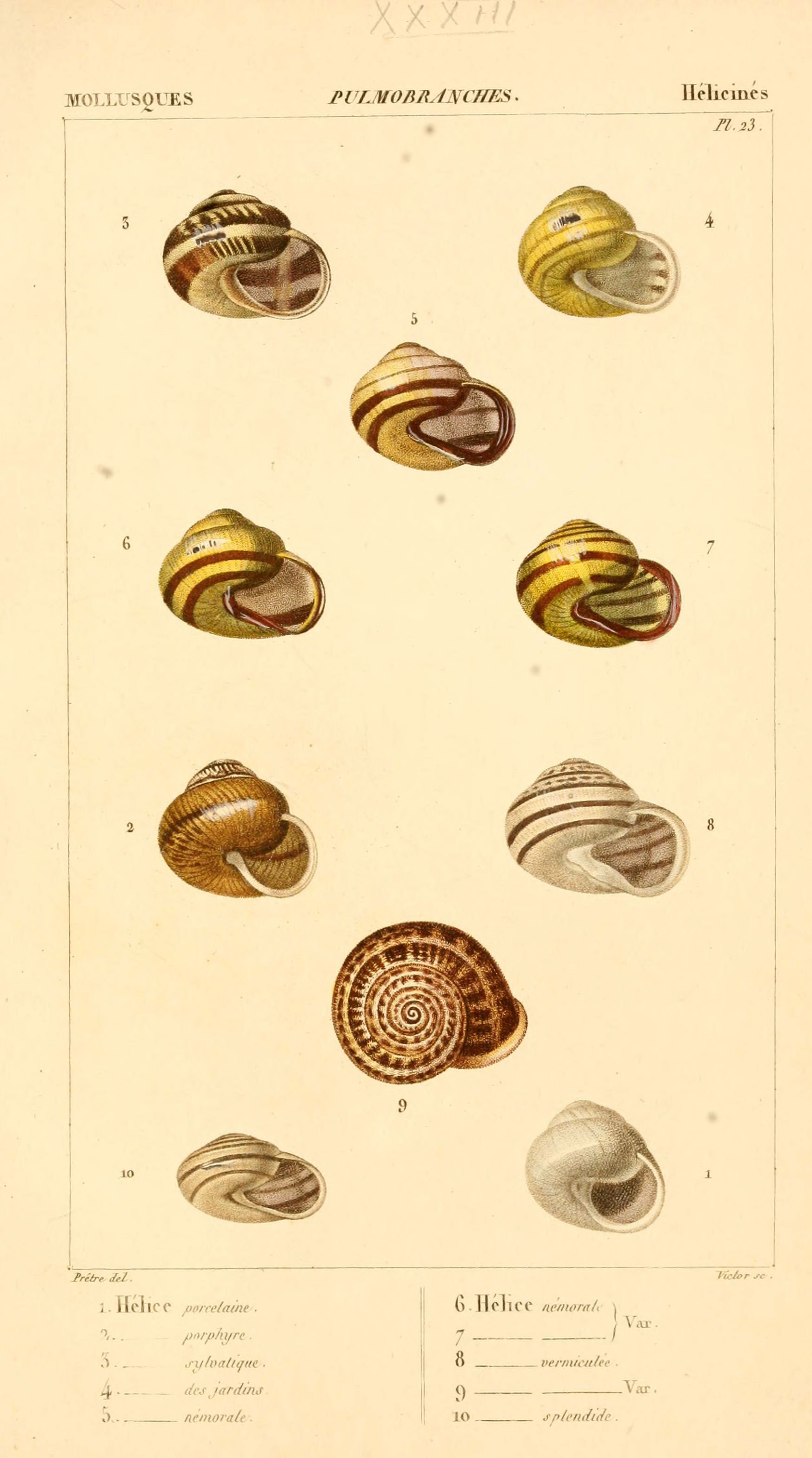
Planche naturaliste no 23 présentant des escargots terrestres européens (hélices)
Source : Malacozoaires, ou, Animaux mollusques (par Blainville, H.-M. Ducrotay de (Henri-Marie Ducrotay), 1777-1850), publié en 1828

## Histoire des noms des mollusques de France
Dans la littérature naturaliste ancienne, parmi plus de 730 espèces, beaucoup possèdent plusieurs noms vernaculaires (38 % des espèces françaises d’escargots ont plusieurs noms, ainsi Cepaea nemoralis a-t-il porté 16 noms communs français différents et Helix pomatia en a eu 15) et parfois un même nom vulgaire en français a pu désigner plusieurs dizaines d’espèces (ex : Hélice brillante désigne à la fois Vitrea crystallina pour Draparnaud, Zonitoides nitidus selon Dupuy et Aegopinella nitens pour Michaud. En 2009, moins d’une dizaine d’escargots français possédaient un nom vulgaire en français totalement non ambigu (dont 9 figurent dans des textes de loi). 
Les noms scientifiques latins sont ignorés des non-spécialistes mais la liste des noms français est presque aussi méconnue de la majorité du grand-public et de la quasi-totalité des décideurs, bien que ces espèces représentant des enjeux importants de conservation notamment en raison d’un taux d’endémisme et parfois d’une situation de régression des espèces. 
Comme il semble encore plus difficile de protéger des espèces qui n’ont pas même de nom précis en français, après le Grenelle de l’environnement, un travail de normalisation des noms français, c'est-à-dire de mise au point d’une « liste de référence de noms français, bi-univoque avec la nomenclature latine » associée a été entrepris en 2009. Ceci a été fait sur la base de la liste de l’Inventaire national du patrimoine naturel telle qu’elle existait au 31 décembre 2009 et sur la base des 833 noms français différents relevés dans la littérature ancienne laissée par les grands malacologues et naturalistes français du passé (Geoffroy, 1767 ; Draparnaud, 1801 ; Poiret, 1801 ; Draparnaud, 1805 ; Férussac & Deshayes, 1819-1851 ; Risso, 1826 ; Michaud, 1831 ; Duboys, 1845 ; Gras, 1846 ; Dupuy, 1847-1852 ; Moquin - Tandon, 1855-1856 ; Fagot & Malafosse, 1876-1877), sachant qu’après eux, des malacologues français tels que Bourguignat, Locard ou Germain n’utilisaient plus les noms français mais uniquement les noms latins. 
Ce même travail a déjà été réalisé par quelques autres pays européens dont l’Ukraine (2002), l’Autriche, les Pays-Baset la Tchéquie Hors d’Europe, Israël a fait de même . 
Cette liste est disponible gratuitement sur le site du bulletin de malacologie francophone MalaCo (http://www.journal-malaco.fr) et les noms sont repris sur le site de l’INPN (http://inpn.mnhn.fr) .

## Méthode de nommage en français
Dans de nombreux cas, il a fallu créer de nouveaux noms dans la langue du pays, car seuls les noms latins existaient. Dans ce cas, on a pu franciser des noms latins (ex. : Bythinella a donné bythinelle en français, et Clausilia a donné clausilie).
Si une espèce est séparée en deux ou plusieurs espèces, le nom originel est gardé pour l’une et un nouveau nom inventé pour les autres.
Chaque nom vulgaire en français est composé d’un nom générique et d’un nom spécifique (à l’image du nom latin). Quand l’usage a consacré un nom (escargot de bourgogne, limnée, planorbe…), il a été conservé. À l’issue de ce travail, « 731 taxons se sont vu attribuer un nom en français. Parmi ceux-ci, 92,6 % ont été créés, 5,7 % ont été repris dans la littérature, 1,6 % ont été consacrés par l’usage (textes légaux, diffusion internet) . D’autre part, 49,2 % des noms indiquent l’origine géographique du taxon, 27,7 % reflètent son aspect (couleur, forme par exemple), 12,3 % ont un lien avec son habitat, 2,0 % rendent hommage à une personnalité, les 8,6 % restants ayant été choisis sur d’autres critères ». 

## Aciculidae

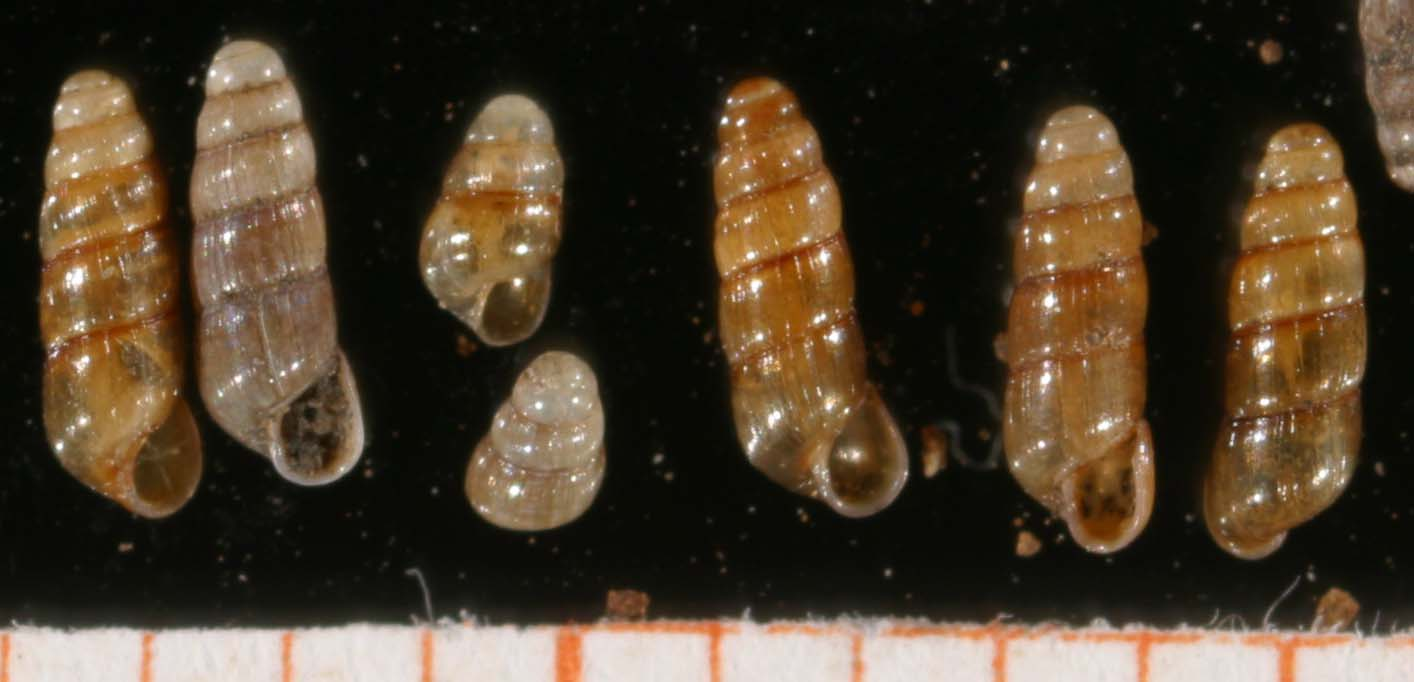
Acicula lineata lineata (Draparnaud, 1801) ; ou Aiguillette bordée

- Acicula fusca  (Montagu, 1803) ; ou Aiguillette fauve
- Acicula lineata lineata (Draparnaud, 1801) ; ou Aiguillette bordée
- Platyla callostoma   (Clessin, 1911) ; ou Aiguillette des Pyrénées
- Platyla cryptomena (de Folin & Bérillon, 1877) ; ou Aiguillette de Bayonne
- Platyla dupuyi (Paladilhe, 1868) ; ou Aiguillette de Dupuy
- Platyla foliniana (G. Nevill, 1879); ou Grande aiguillette
- Platyla polita polita (W. Hartmann, 1840) ; ou Aiguillette luisante
- Renea elegantissima (Pini, 1886) ; ou Aiguillette méditerranéenne
- Renea bourguignatiana (Nevill, 1880) ; ou Aiguillette de Menton
- Renea douctouyrensis (Bertrand, 2004) ; ou Aiguillette du Douctouyre
- Renea gormonti  (Boeters, E. Gittenberger & Subai, 1989); ou Aiguillette de Gorbio
- Acicula moutonii moutonii (Dupuy, 1849) ; ou Aiguillette de Grasse
- Renea moutonii singularis (Pollonera, 1905) ; ou Aiguillette du Loup
- Renea paillona   (Boeters, E. Gittenberger & Subai, 1989); ou Aiguillette du Paillon

## Acroloxidae
- Acroloxus lacustris (Linnaeus, 1758) ; ou Patelline d'Europe

## Agriolimacidae

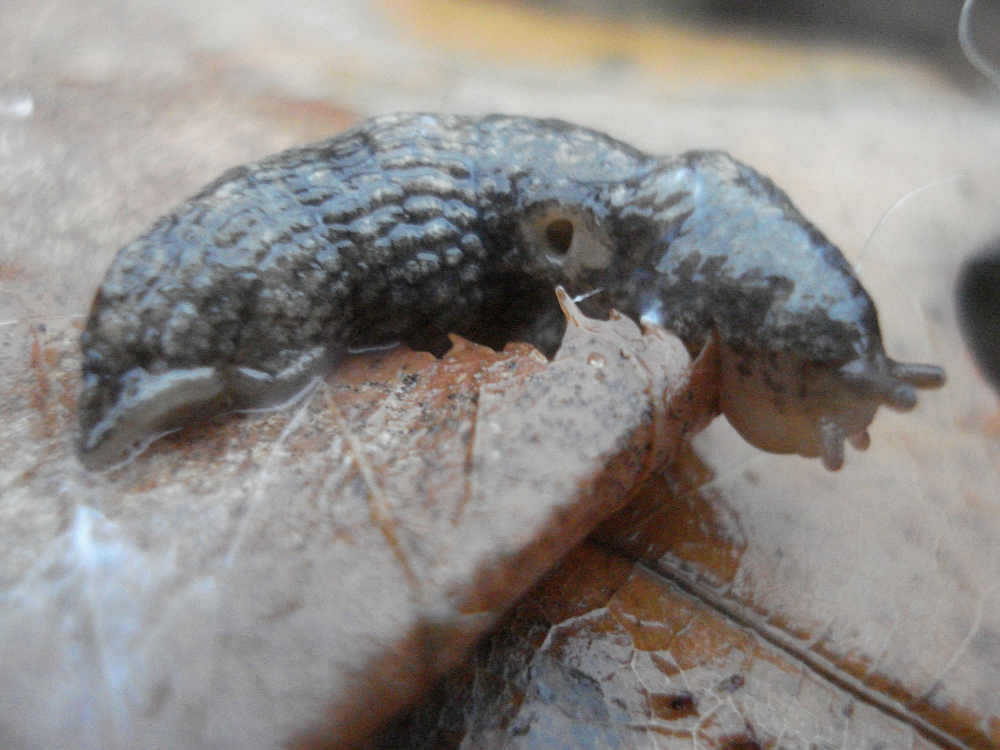
Deroceras reticulatum (=Loche laiteuse)

- Acicula fusca (Wiktor, 1998) ; ou Loche de Ligué
- Deroceras agreste (Linnaeus, 1758) ; ou Loche blanche
- Deroceras altimirai (van Regteren Altena, 1969) ; ou Loche des Pyrénées
- Deroceras cazioti   (Pollonera, 1896) ; ou Loche de Corse
- Deroceras chevallieri (van Regteren Altena, 1973) ; ou Loche provençale
- Deroceras corsicum (Simroth, 1900) ; ou Loche de Bastia
- Deroceras klemmi (Grossu, 1972) ; ou Loche voyageuse
- Deroceras laeve (O.F. Müller, 1774) ; ou Aiguillette fauve
- Acicula fusca  (Montagu, 1803) ; ou Loche des marais
- Deroceras levisarcobelum (Montagu, 1803) ; ou Loche catalane
- Deroceras panormitanum (de Winter, 1986) ; ou Loche maltaise
- Deroceras reticulatum (Lessona & Pollonera, 1882) ; ou Loche laiteuse
- Deroceras rodnae (Grossu & Lupu, 1965) ; ou Loche mélanocéphale
- Deroceras sardum (Simroth, 1886) ; ou Loche sarde
- Deroceras sturanyi (Simroth, 1894) ; ou Loche orientale
- Deroceras vascoanum (de Winter, 1986) ; ou Loche basque

## Argnidae
- Argna biplicata biplicata (Michaud, 1831) ; ou Pagoduline italienne
- Argna bourguignatiana (G. Nevill, 1880) ; ou Pagoduline lisse
- Argna ferrari blanci (Bourguignat, 1874) ; ou Pagoduline élancée

## Arionidae

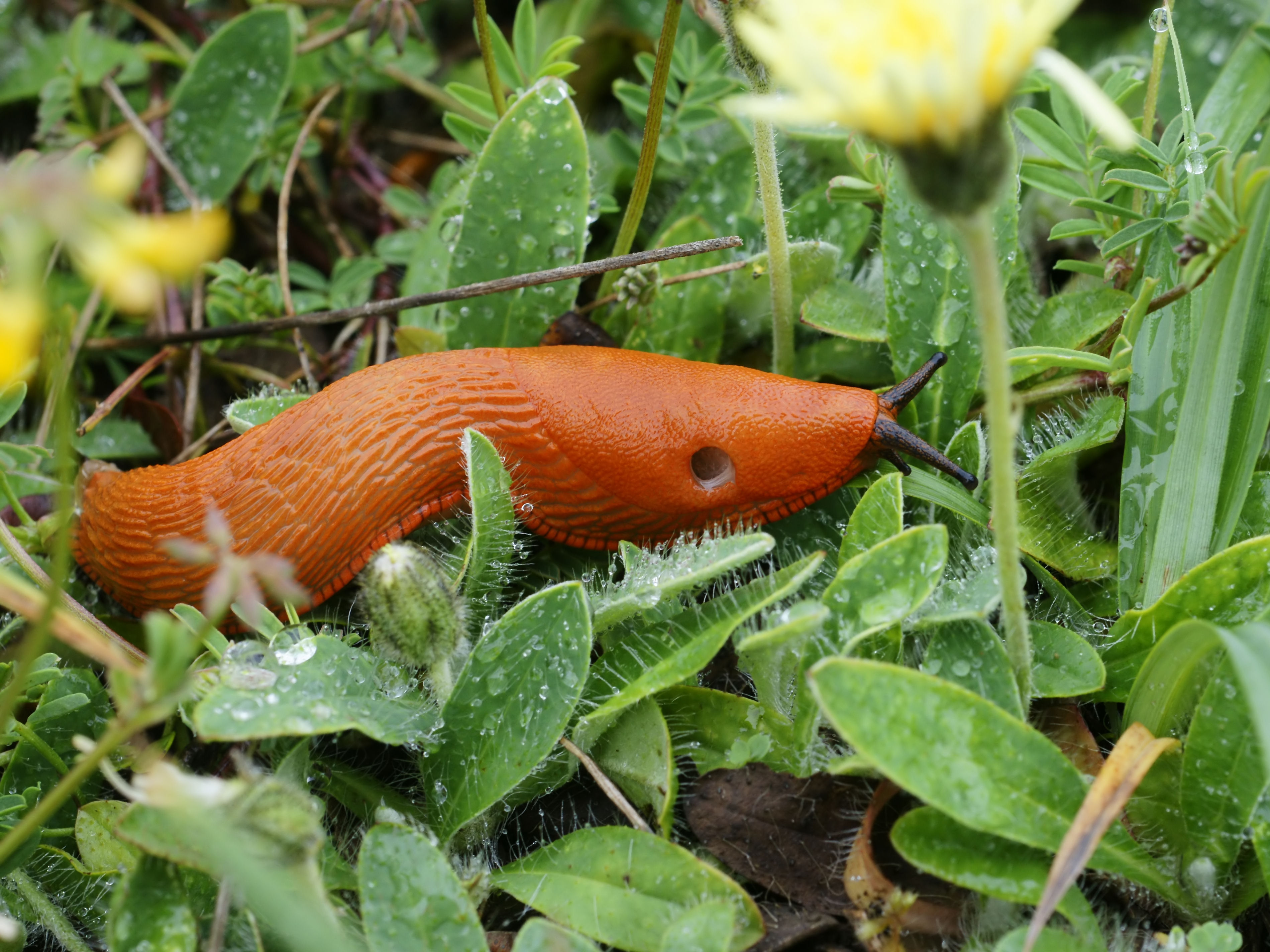
Arion rufus (Linnaeus, 1758)
ou Grande loche

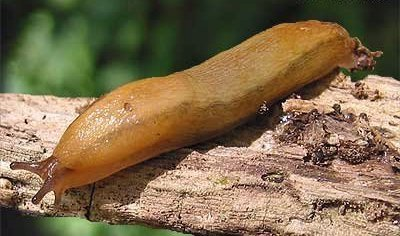
Arion subfuscus (Draparnaud, 1805)
ou Loche roussâtre

- Arion alpinus (Pollonera, 1887) ; ou Loche alpine
- Arion anthracius (Bourguignat, 1886) ; ou Loche anthracite
- Arion atripunctatus (Dumont & Mortillet, 1853) ; ou Loche ponctuée
- Arion circumscriptus (Johnston, 1828) ; ou Loche grise
- Arion distinctus (J.Mabille, 1868) ; ou Loche glandue
- Arion euthymeanus  (Florence, 1886) ; ou Loche des Maures
- Arion fagophilus (de Winter, 1986) ; ou Loche des hêtres
- Arion flagellus (Collinge, 1893) ; ou Loche verdâtre
- Arion fuscus (O.F. Müller, 1774) ; ou Loche rousse
- Arion hortensis (A.Férussac, 1819) ; ou Loche noire
- Arion intermedius (Normand, 1852) ; ou Loche hérisson
- Arion lusitanicus (J.Mabille, 1868) ; ou Loche méridionale
- Arion magnus (Torres Minguez, 1923) ; ou Loche espagnole
- Arion molinae (Garrido, Castillejo & Iglesias, 1995) ; ou Loche ambrée
- Arion rufus (Linnaeus, 1758) ; ou Grande loche
- Arion subfuscus (Draparnaud, 1805) ; ou Loche roussâtre
- Geomalacus maculosus (Allman, 1843) ; ou Loche celte

## Assimineidae
- Assiminea eliae (Paladilhe, 1875) ; ou Sentinelle lisse
- Assiminea grayana (Fleming, 1828) ; ou Sentinelle à bande
- Paludinella littorina (Delle Chiaje, 1828) ; ou Sentinelle des rochers
- Paludinella sicana (Brugnone, 1876) ; ou Sentinelle méridionale

## Azecidae
- Azeca goodalli (A. Férussac, 1821) ; ou Brillante dentée
- Hypnophila boissii (Dupuy, 1851) ; ou Brillante fragile
- Hypnophila remyi (C. Boettger, 1949) ; ou Brillante corse

## Bithyniidae
- Bithynia boissieri (Küster, 1852) ; ou Bithynie corse
- Bithynia italica (Paulucci, 1880) ; ou Bithynie ligure
- Bithynia leachii (Sheppard, 1823) ; ou Bithynie nordique
- Bithynia tentaculata (Linnaeus, 1758) ; ou Bithynie commune

## Boettgerillidae
- Boettgerilla pallens (Simroth, 1912) ; ou Limace du Caucase

## Bradybaenidae
- Fruticicola fruticum (O.F. Müller, 1774) ; ou Hélice cerise

## Carychiidae
- Carychium mariae (Paulucci, 1878) ; ou Auriculette globuleuse
- Carychium minimum (O.F. Müller, 1774) ; ou Auriculette naine
- Carychium tridentatum (Risso, 1826) ; ou Auriculette commune
- Zospeum bellesi (E. Gittenberger, 1973) ; ou Troglotin basque

## Chondrinidae

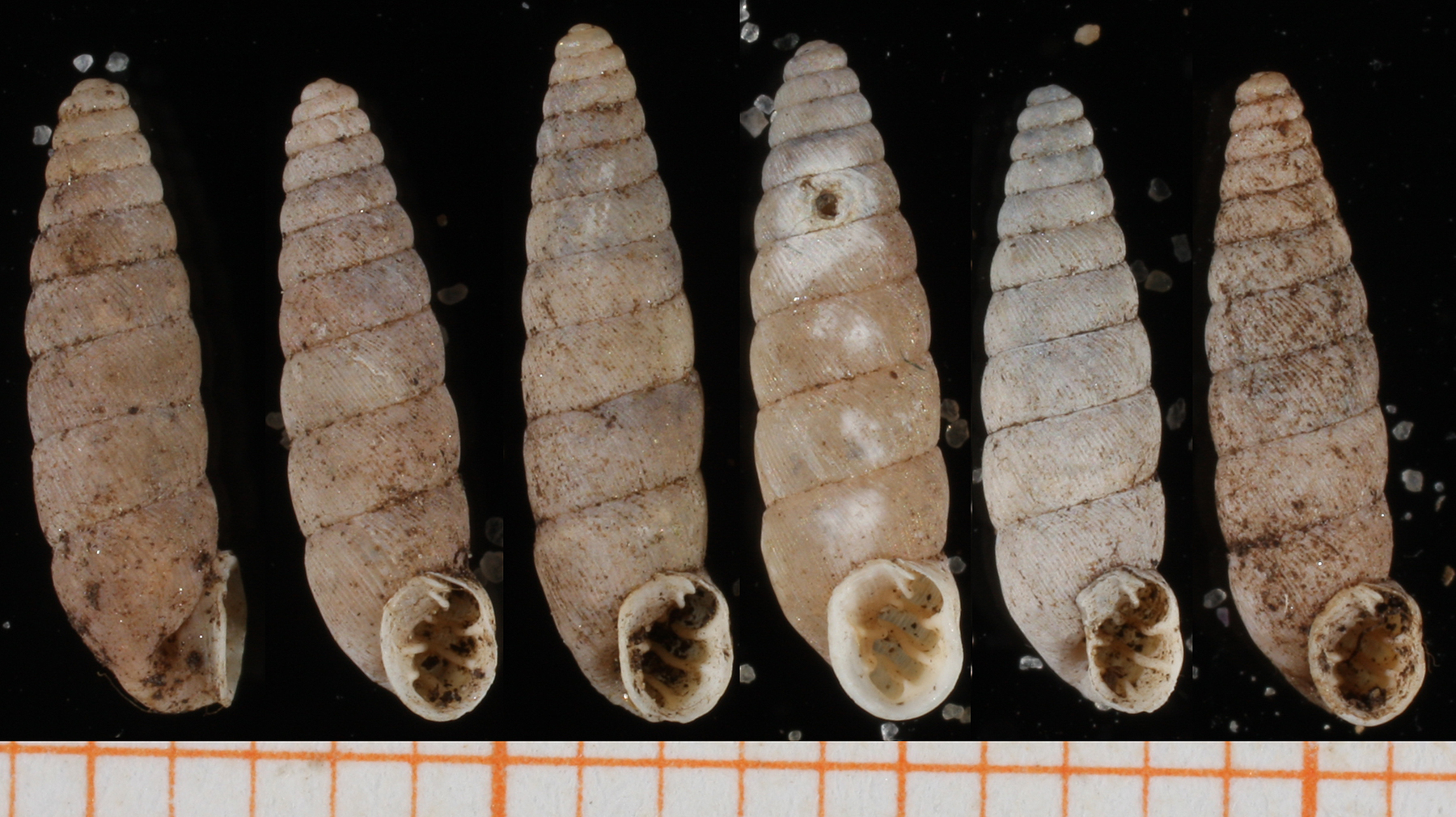
Abida attenuata (Fagot, 1886) ; ou Maillot de l'Aude

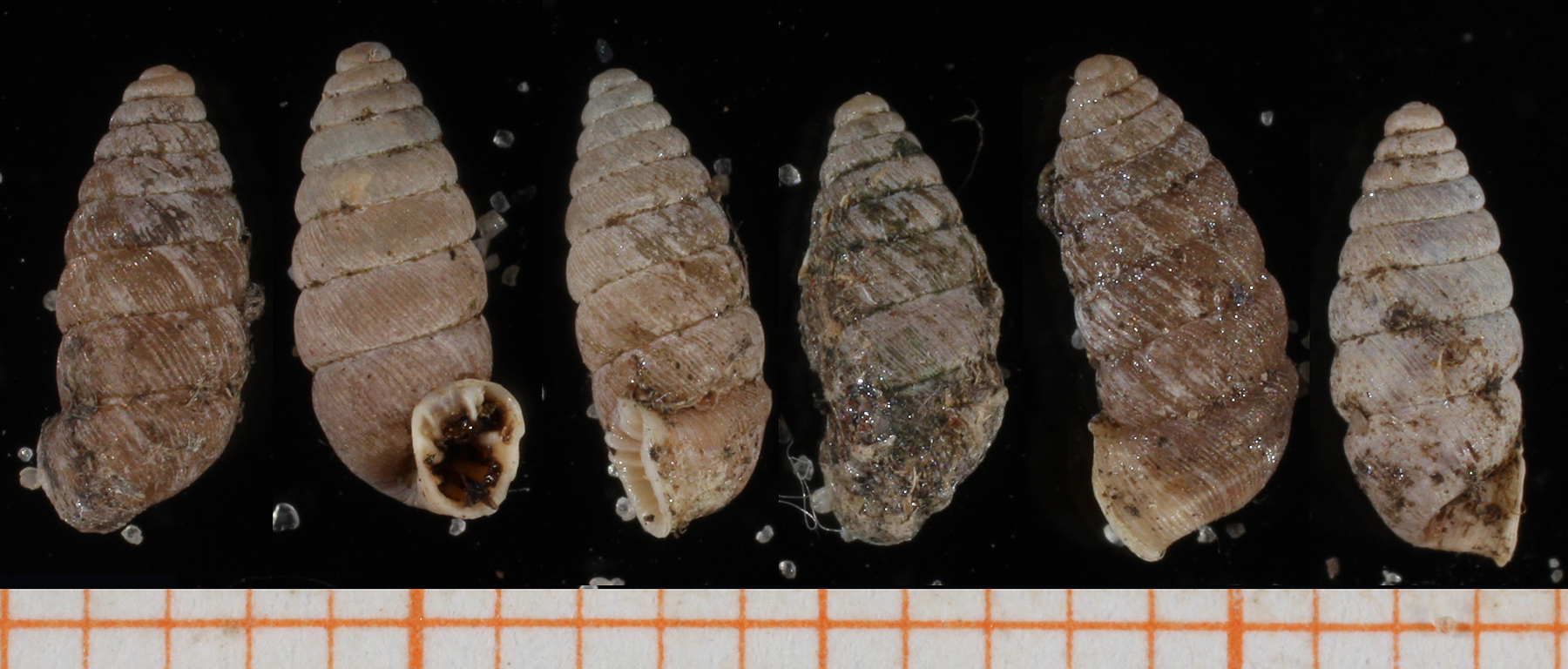
Abida bigerrensis (Moquin-Tandon, 1856) ; ou Maillot grimace

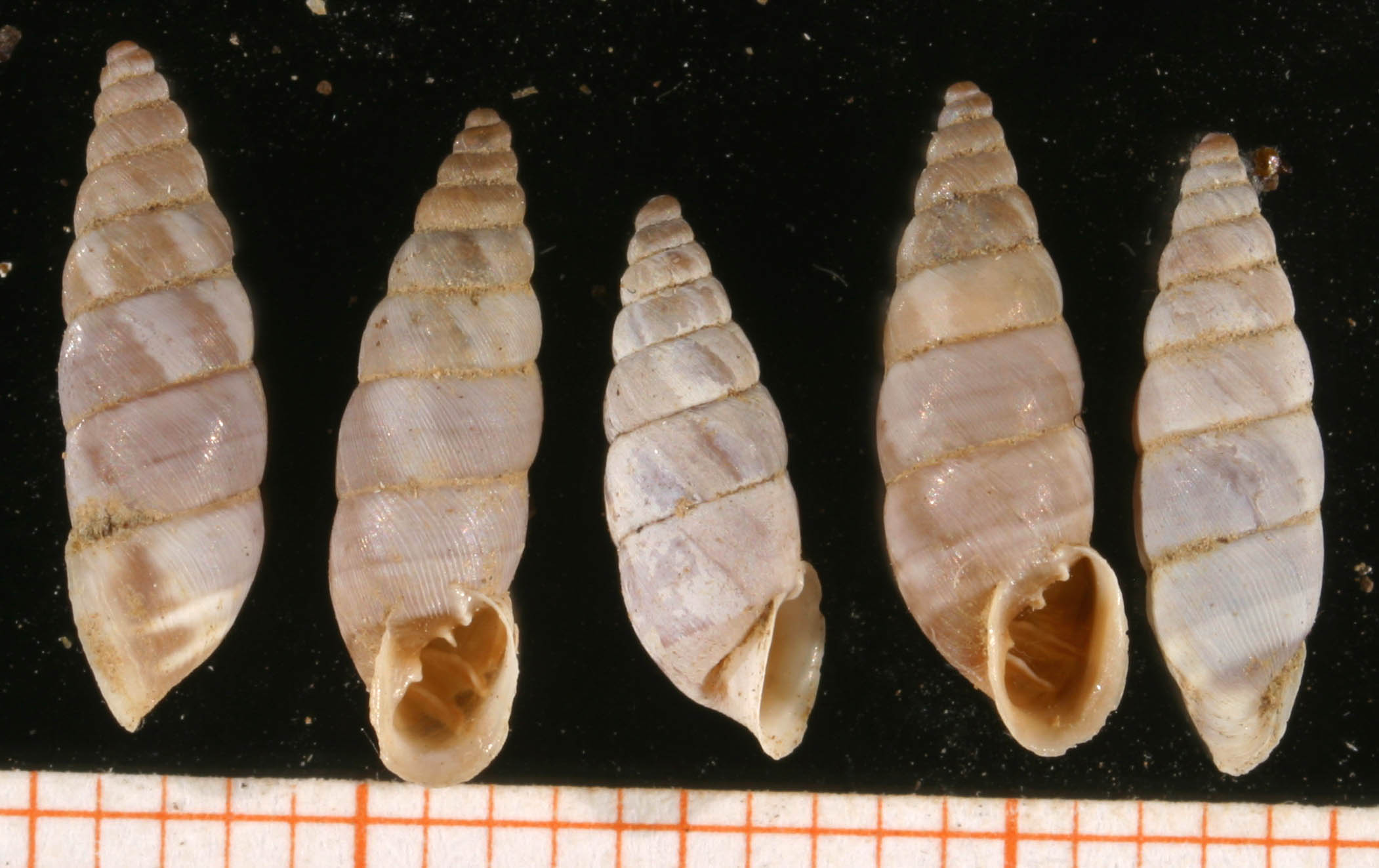
Solatopupa similis (Bruguière, 1792) ; ou Maillot cendré

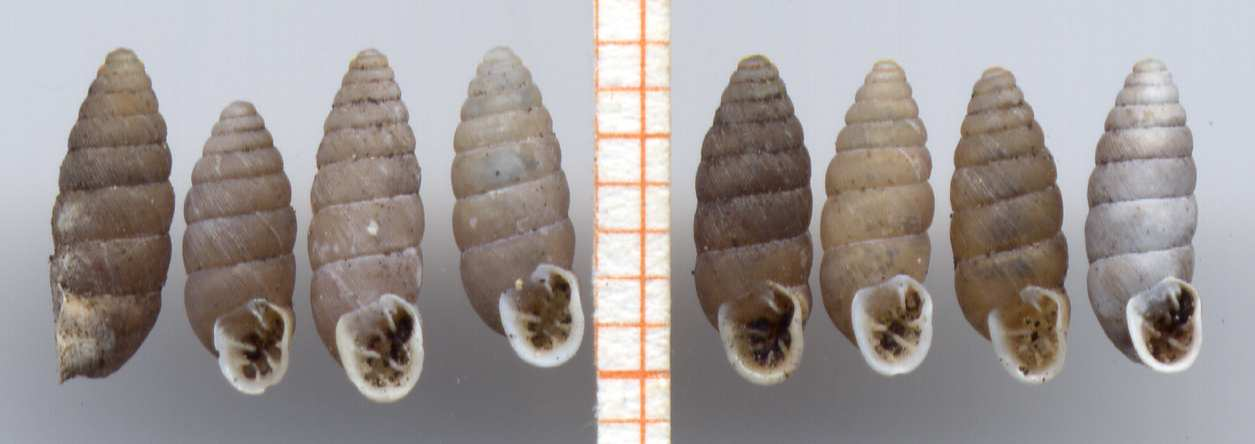
Abida secale

- Abida attenuata (Fagot, 1886) ; ou Maillot de l'Aude
- Abida bigerrensis (Moquin-Tandon, 1856) ; ou Maillot grimace
- Abida cylindrica (Michaud, 1829) ; ou Maillot cylindre
- Abida gittenbergeri Bössneck, 2000 ; ou Maillot élancé
- Abida occidentalis (Fagot, 1888) ; ou Maillot discret
- Abida partioti ((Saint-Simon, 1848) ; ou Maillot euskadi
- Abida polyodon (Draparnaud, 1801) ; ou Maillot requin
- Abida pyrenaearia pyrenaearia (Michaud, 1831) ; ou Maillot des Pyrénées
- Abida pyrenaearia vergniesiana (Küster, 1847) ; ou Maillot ariégeois
- Abida secale affinis (Rossmässler, 1839) ; ou Maillot de la Preste
- Abida secale ateni E. Gittenberger, 1973) ; ou Maillot d'Aspe
- Abida secale boileausiana (Küster, 1845) ; ou Maillot audois
- Abida secale saxicola (Moquin-Tandon, 1843) ; ou Maillot pétrophile
- Abida secale secale (Draparnaud, 1801) ; ou Maillot seigle
- Chondrina ascendens (Westerlund, 1878) ; ou Maillot lisse
- Chondrina avenacea avenacea (Bruguière, 1792) ; ou Maillot avoine
- Chondrina bigorriensis (Des Moulins, 1835) ; ou Maillot de Bigorre
- Chondrina centralis (Fagot, 1891) ; ou Maillot strié
- Chondrina falkneri (E.Gittenberger, 2002) ; ou Maillot isérois
- Chondrina farinesii farinesii (Des Moulins, 1835) ; ou Maillot édenté
- Chondrina gerhardi (E. Gittenberger, 2002) ; ou Maillot du Queyras
- Chondrina megacheilos caziotana (Pilsbry, 1918) ; ou Maillot de Cazio
- Chondrina tenuimarginata  (Des Moulins, 1835 ; ou Maillot catalan
- Granaria braunii braunii (Rossmässler, 1842) ; ou Maillot basque
- Granaria frumentum (Draparnaud, 1801 ; ou Maillot froment
- Granaria illyrica  (Rossmässler, 1835) ; ou Maillot d'Italie
- Granaria stabilei anceyi (Fagot, 1881) ; ou Maillot de la Sainte-Baume
- Granaria stabilei stabilei  (E. von Martens, 1865) ; ou Maillot montagnard
- Granaria variabilis  (Draparnaud, 1801) ; ou Maillot variable
- Granopupa granum  (Draparnaud, 1801) ; ou Maillot grain
- Solatopupa cianensis (Caziot, 1910) ; ou Maillot des pélites
- Solatopupa guidoni guidoni (Caziot, 1904) ; ou Maillot corse
- Solatopupa pallida (Rossmässler, 1842) ; ou Maillot de la Riviera
- Solatopupa psarolena (Bourguignat, 1858) ; ou Maillot de Saorge
- Solatopupa similis  (Bruguière, 1792) ; ou Maillot cendré

## Clausiliidae

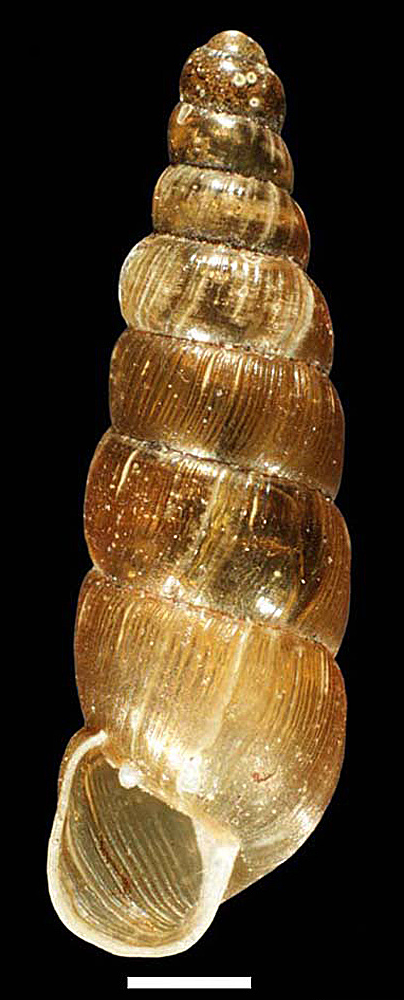
Balea perversa (Linnaeus, 1758) ; ou Balée commune

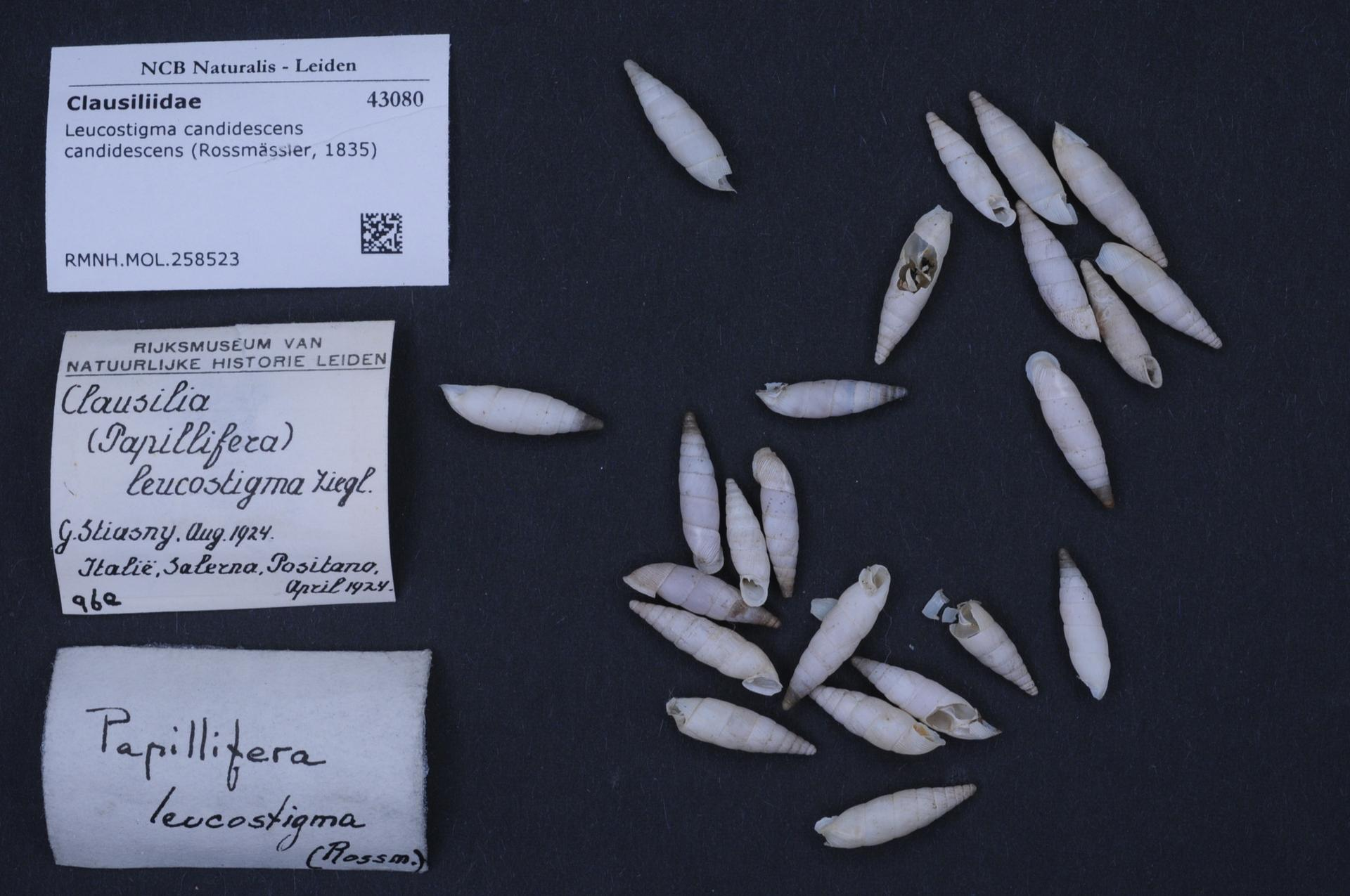
Leucostigma candidescens (Rossmässler, 1835) ; ou Clausilie romaine

- Balea biplicata biplicata (Montagu, 1803) ; ou Clausilie septentrionale
- Balea heydeni (von Maltzan, 1881) ; ou Balée des saules
- Balea perversa (Linnaeus, 1758) ; ou Balée commune
- Bofilliella subarcuata (Bofill, 1897) ; ou Clausilie tronquée
- Charpentieria dyodon emeria (Bourguignat, 1877) ; ou Perlée du Guil
- Charpentieria itala punctata (Michaud, 1831) ; ou Perlée massue
- Clausilia bidentata abietina (Dupuy, 1849) ; ou Clausilie des sapins
- Clausilia bidentata bidentata (Ström, 1765) ; ou Clausilie commune
- Clausilia bidentata crenulata (Risso, 1826) ; ou Clausilie allongée
- Clausilia cruciata bonellii (E. von Martens, 1873) ; ou Clausilie toscane
- Clausilia cruciata cuspidata (Held, 1836) ; ou Clausilie orientale
- Clausilia dubia dubia (Draparnaud, 1805) ; ou Clausilie douteuse
- Clausilia dubia geretica (Bourguignat, 1877) ; ou Clausilie des Pyrénées
- Clausilia rugosa andusiensis (Coutagne, 1886) ; ou Clausilie d'Anduze
- Clausilia rugosa belonidea (Bourguignat, 1877) ; ou Clausilie naine
- Clausilia rugosa lamalouensis (A.Letourneux, 1877) ; ou Clausilie de Lamalou
- Clausilia rugosa parvula (A. Férussac, 1807) ; ou Clausilie lisse
- Clausilia rugosa penchinati (Bourguignat, 1876) ; ou Clausilie de Bourguignat
- Clausilia rugosa pinii (Westerlund, 1878) ; ou Clausilie italienne
- Clausilia rugosa provincialis (Coutagne, 1886) ; ou Clausilie provençale
- Clausilia rugosa reboudii (Dupuy, 1851) ; ou Clausilie méridionale
- Clausilia rugosa rugosa (Draparnaud, 1801) ; ou Clausilie ridée
- Cochlodina comensis comensis (L. Pfeiffer, 1850) ; ou Fuseau de Côme
- Cochlodina fimbriata fimbriata (Rossmässler, 1835) ; ou Fuseau oriental
- Cochlodina laminata laminata (Montagu, 1803) ; ou Fuseau commun
- Cochlodina meisneriana (Shuttleworth, 1843) ; ou Fuseau corse
- Cochlodina orthostoma orthostoma (Menke, 1828) ; ou Fuseau strié
- Cochlodina triloba (O. Boettger, 1877) ; ou Fuseau de Lure
- Laciniaria plicata plicata (Draparnaud, 1801) ; ou Clausilie dentée
- Leucostigma candidescens (Rossmässler, 1835) ; ou Clausilie romaine
- Macrogastra attenuata lineolata (Held, 1836) ; ou Massue orientale
- Macrogastra attenuata sabaudina (Bourguignat, 1877) ; ou Massue alpine
- Macrogastra badia alpina  Nordsieck, 2006 ; ou Massue à large côtes
- Macrogastra mellae leia (Bourguignat, 1877) ; ou Massue lisse
- Macrogastra mellae mellae (Stabile, 1864) ; ou Massue du Piémont
- Macrogastra mellae ripkeni (Falkner, 2000) ; ou Massue du Cians
- Macrogastra plicatula plicatula (Draparnaud, 1801) ; ou Massue costulée
- Macrogastra rolphii digonostoma(Bourguignat, 1877) ; ou Massue des Pyrénées
- Macrogastra rolphii rolphii (Turton, 1826) ; ou Massue atlantique
- Macrogastra ventricosa ventricosa (Draparnaud, 1801) ; ou Grande massue
- Neniatlanta pauli (J. Mabille, 1865) ; ou Clausilie basque
- Neostyriaca corynodes saxatilis (W. Hartmann, 1843) ; ou Clausilie rougeâtre
- Papillifera bidens affinis (Philippi, 1836) ; ou Perlée sicilienne
- Papillifera bidens bidens (Linnaeus, 1758) ; ou Perlée commune
- Papillifera solida solida  (Draparnaud, 1805) ; ou Perlée des murailles
- Ruthenica filograna filograna (Rossmässler, 1836) ; ou Clausilie aiguillette

## Cochlicellidae
- Cochlicella acuta (O.F. Müller, 1774) ; ou Cornet étroit
- Cochlicella barbara (Linnaeus, 1758) ; ou Cornet méditerranéen
- Cochlicella conoidea (Draparnaud, 1801) ; ou Cornet des dunes

## Cochlicopidae
- Cochlicopa lubrica (O.F. Müller, 1774) ; ou Brillante commune
- Cochlicopa lubricella (Rossmässler, 1834) ; ou Petite brillante
- Cochlicopa nitens  (M. von Gallenstein, 1848) ; ou Grande brillante
- Cochlicopa repentina (Hudec, 1960) ; ou Brillante intermédiaire

## Cochlostomatidae
- Cochlostoma acutum (Caziot, 1908) ; ou Cochlostome de la Giandola
- Cochlostoma apricum (Mousson, 1847) ; ou Cochlostome des Alpes
- Cochlostoma conicum (Vallot, 1801) ; ou Cochlostome bourguignon
- Cochlostoma hidalgoi (Crosse, 1864) ; ou Cochlostome cantabrique
- Cochlostoma macei (Bourguignat, 1869) ; ou Cochlostome du Verdon
- Cochlostoma martorelli martorelli (Servain, 1880) ; ou Cochlostome cendré
- Cochlostoma nouleti (Dupuy, 1851) ; ou Cochlostome des Pyrénées
- Cochlostoma obscurum laburdense (de Folin & Bérillon, 1877) ; ou Cochlostome ibérique
- Cochlostoma obscurum obscurum (Draparnaud, 1805) ; ou Cochlostome montagnard
- Cochlostoma partioti (Saint-Simon, 1848 ; ou Cochlostome des éboulis
- Cochlostoma patulum patulum (Draparnaud, 1801) ; ou Cochlostome méridional
- Cochlostoma septemspirale septemspirale (Razoumowsky, 1789) ; ou Cochlostome commun
- Cochlostoma simrothi (Caziot, 1908) ; ou Cochlostome ligure
- Cochlostoma subalpinum (Pini, 1884 ; ou Cochlostome subalpin
- Striolata striolata (Porro, 1840) ; ou Cochlostome de la Riviera

## Corbiculidae
- Corbicula fluminalis (O.F. Müller, 1774) ; ou Corbicule striolée
- Corbicula fluminea (O.F. Müller, 1774 ; ou Corbicule asiatique

## Dreissenidae

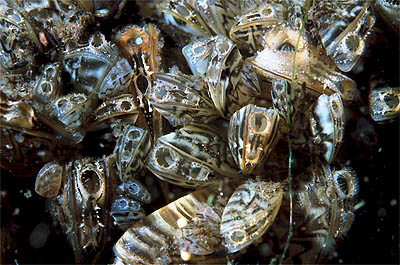
Colonie de Moule zébrée (Dreissena polymorpha polymorpha, espèce introduite et devenue invasive

- Dreissena polymorpha polymorpha (Pallas, 1771) ; ou Moule zébrée
- Dreissena rostriformis bugensis (Andrusov, 1897) ; ou Moule quagga[8],[9]
- Mytilopsis leucophaeta (Conrad, 1831) ; ou Moule d'Amérique

## Ellobiidae
- Leucophytia bidentata (Montagu, 1808) ; ou Ellobie blanche
- Myosotella denticulata (Montagu, 1803) ; ou Ellobie des rochers
- Myosotella myosotis (Draparnaud, 1801) ; ou Grande ellobie
- Ovatella firminii (Payraudeau, 1827) ; ou Ellobie méditerranéenne
- Pseudomelampus exiguus (R.T. Lowe, 1832) ; ou Ellobie de Biscaye

## Elonidae
- Elona quimperiana (Blainville, 1821) ; ou Escargot de Quimper
- Norelona pyrenaica (Draparnaud, 1805) ; ou Hélice ariégeoise

## Emmericiidae
- Emmericia patula (Brumati, 1838) ; ou Mercurie trompette

## Enidae
- Chondrula tridens tridens (O.F. Müller, 1774) ; ou Bulime trois-dents
- Ena montana (Draparnaud, 1801) ; ou Bulime montagnard
- Jaminia quadridens elongata (Moquin-Tandon, 1856) ; ou Bulime allongé
- Jaminia quadridens quadridens (O.F. Müller, 1774) ; ou Bulime inverse
- Merdigera obscura (O.F. Müller, 1774) ; ou Bulime boueux
- Zebrina detrita detrita (O.F. Müller, 1774) ; ou Bulime zébré

## Euconulidae
- Euconulus callopisticus  (Bourguignat, 1890) ; ou Conule méridional
- Euconulus fulvus (O.F. Müller, 1774) ; ou Conule des bois
- Euconulus praticola (Reinhardt, 1883) ; ou Conule brillant
- Euconulus trochiformis (Montagu, 1803) ; ou Conule mat

## Ferussaciidae
- Cecilioides acicula (O.F. Müller, 1774) ; ou Aiguillette commune
- Cecilioides eucharista (Bourguignat, 1864) ; ou Aiguillette semblable
- Cecilioides veneta (Strobel, 1855) ; ou Aiguillette ventrue
- Cryptazeca monodonta (de Folin & Bérillon, 1877) ; ou Brillante minuscule
- Cryptazeca subcylindrica (de Folin & Bérillon, 1877) ; ou Brillante des Pyrénées
- Ferussacia carnea  (Risso, 1826) ; ou Brillante du Maghreb
- Ferussacia folliculus (Gmelin, 1791) ; ou Brillante méditerranéenne
- Hohenwarthia hohenwarti (Rossmässler, 1839) ; ou Aiguillette émoussée

## Gastrodontidae
- Zonitoides arboreus (Say, 1817) ; ou Luisantine d'Amérique
- Zonitoides excavatus (Alder, 1830) ; ou Luisantine à grand ombilic
- Zonitoides jaccetanicus (Bourguignat, 1870) ; ou Luisantine auvergnate
- Zonitoides nitidus (O.F. Müller, 1774) ; ou Luisantine des marais

## Helicidae

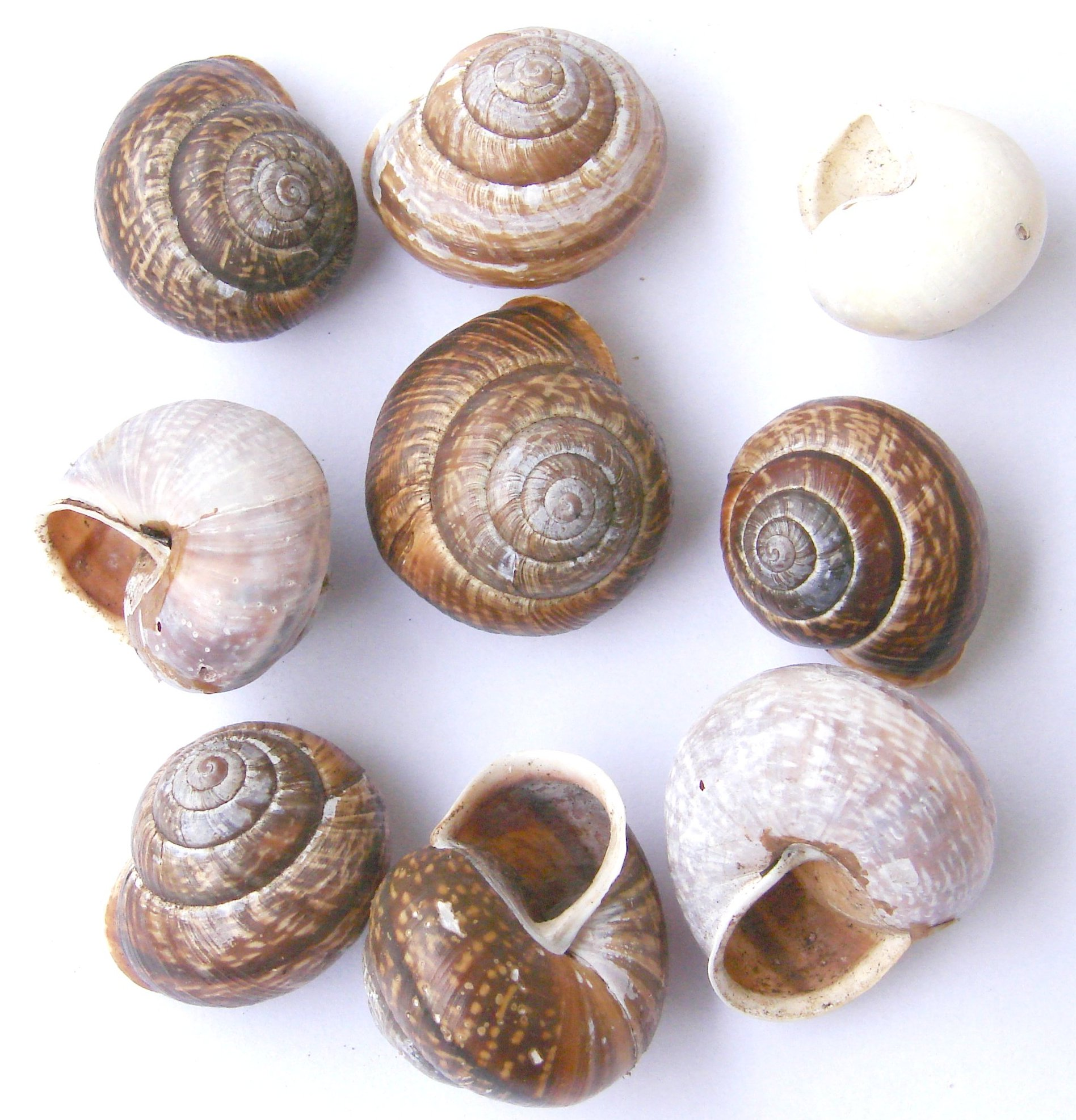
Coquilles d' Arianta arbustorum arbustorum (Linnaeus, 1758) ; ou Hélice des bois

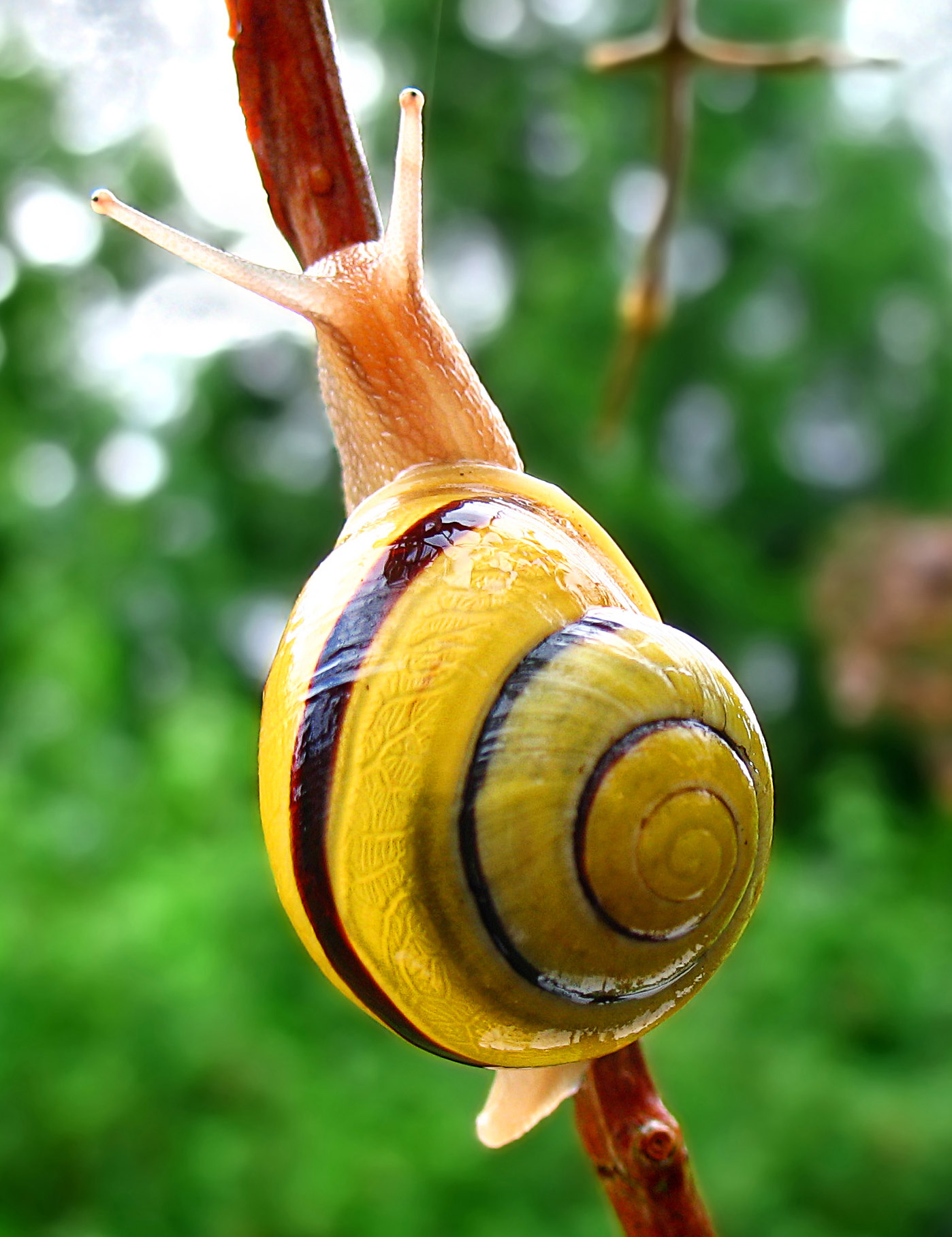
Cepaea hortensis (O.F. Müller, 1774) ; ou Escargot des jardins

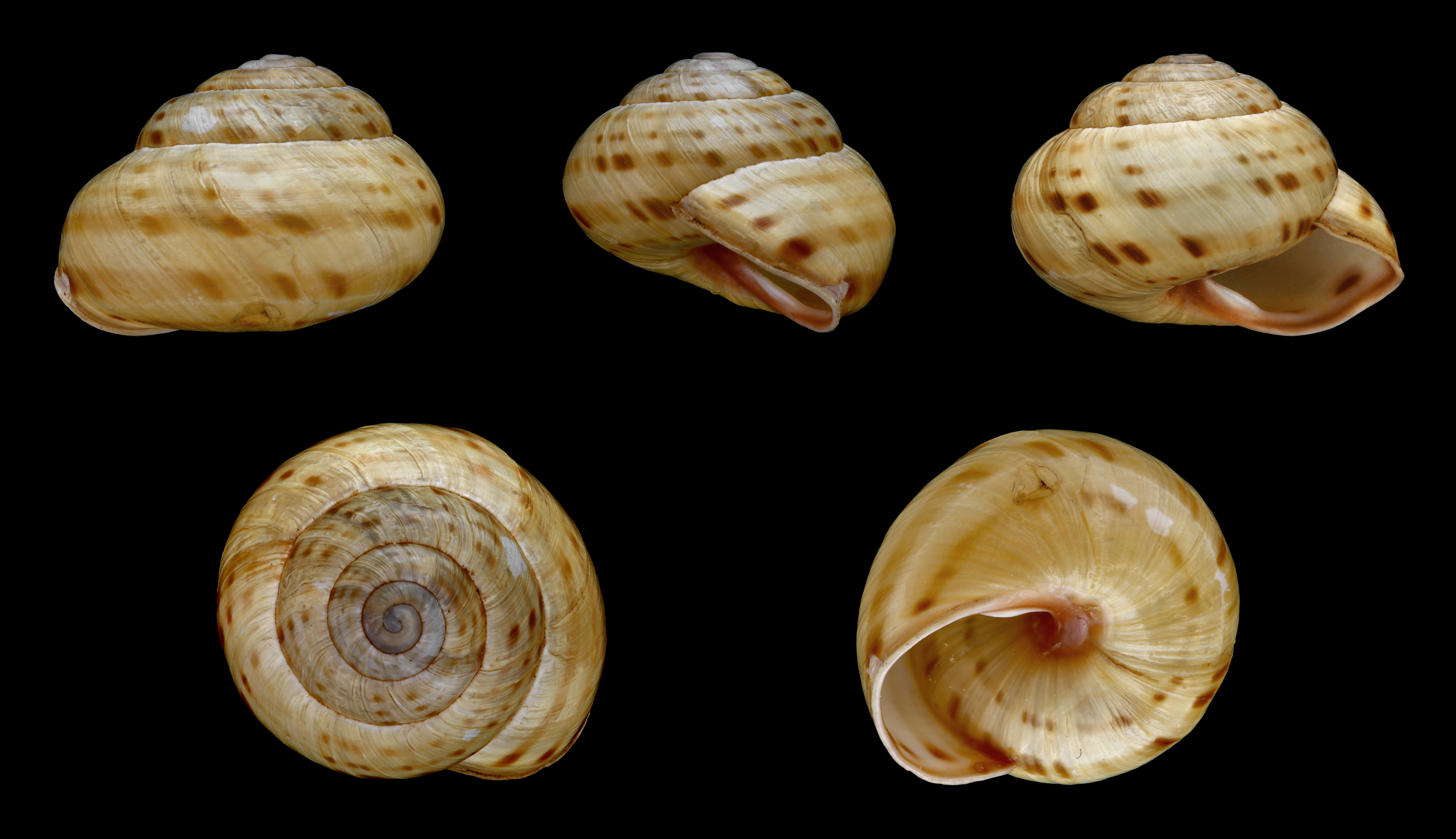
Cepaea sylvatica (Draparnaud, 1801) ; ou Escargot des forêts

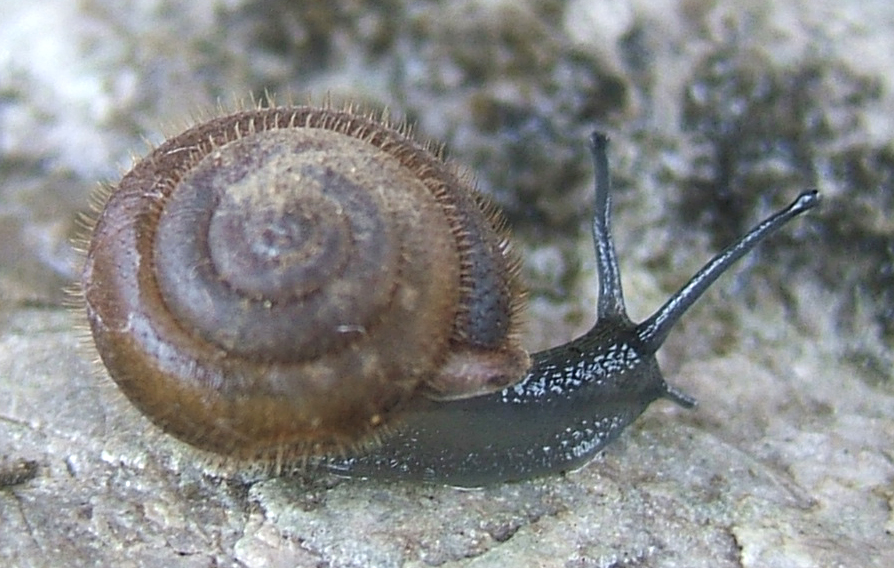
Isognomostoma isognomostomos (Schröter, 1784) ; ou Hélice grimace

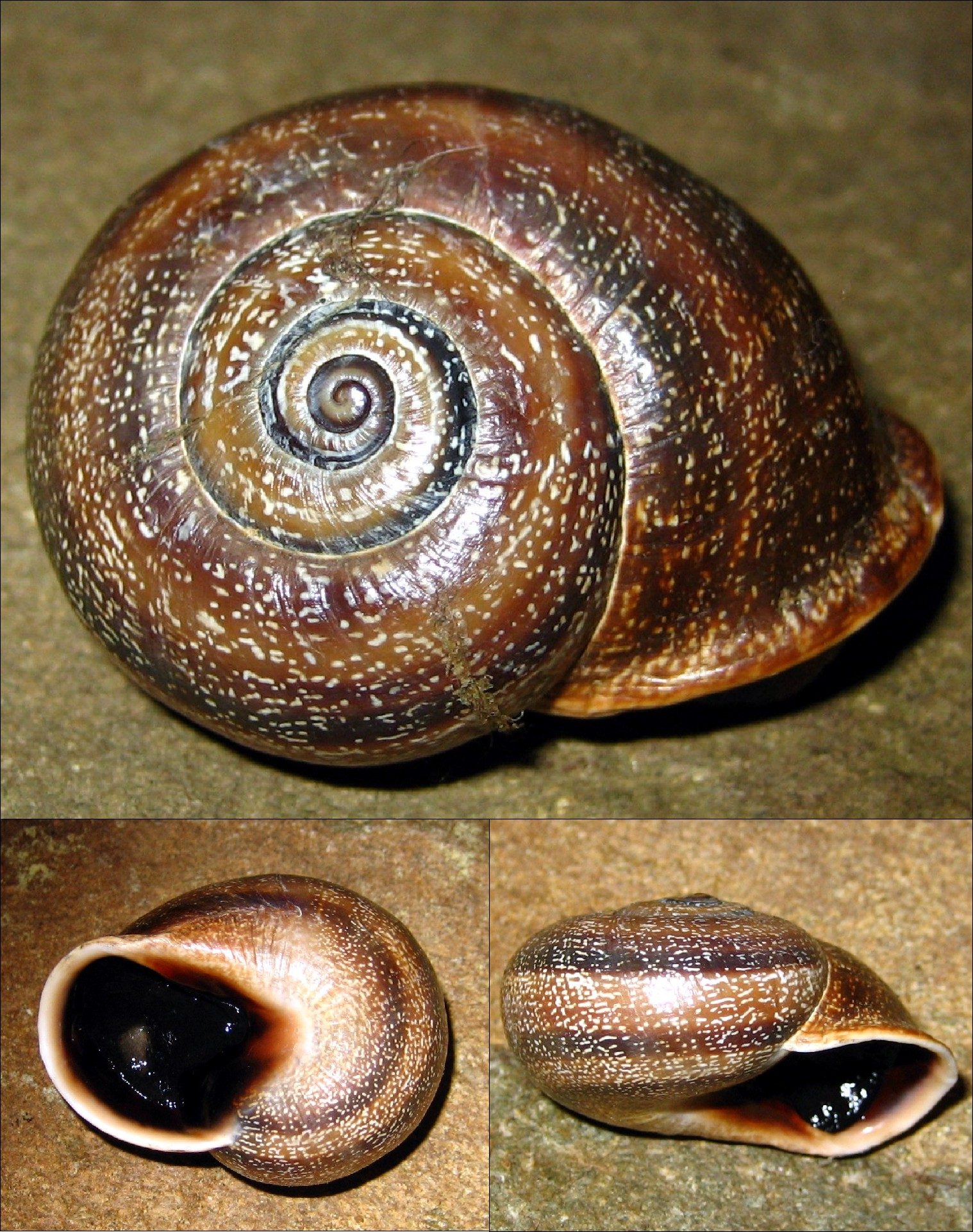
Otala punctata (O.F. Müller, 1774) ; ou Otala de Catalogne

- Arianta arbustorum alpicola (A. Férussac, 1821) ; ou Hélice des Alpes
- Arianta arbustorum arbustorum (Linnaeus, 1758) ; ou Hélice des bois
- Arianta arbustorum canigonensis (Boubée, 1833) ; ou Hélice du Canigou
- Arianta arbustorum repellini (Reeve, 1852) ; ou Hélice du Queyras
- Arianta arbustorum vareliensis (Ripken & Falkner, 2000) ; ou Hélice du Mercantour
- Arianta xatartii (Farines, 1834) ; ou Hélice de Gérona
- Cantareus apertus (Born, 1778) ; ou Hélice édule
- Causa holosericea (S. Studer, 1820) ; ou Fausse veloutée plane
- Cepaea hortensis (O.F. Müller, 1774) ; ou Escargot des jardins
- Cepaea nemoralis nemoralis (Linnaeus, 1758) ; ou Escargot des haies
- Cepaea sylvatica  (Draparnaud, 1801) ; ou Escargot des forêts
- Chilostoma acrotricha (P. Fischer, 1877) ; ou Hélicon hirsute
- Chilostoma cingulatum cingulatum  (S. Studer, 1820) ; ou Hélicon des gorges
- Chilostoma crombezi (Locard, 1882) ; ou Hélicon de Vésubie
- Chilostoma desmoulinsii desmoulinsii (Farines, 1834) ; ou Hélicon des Pyrénées
- Chilostoma fontenillii alpinum (Michaud, 1831) ; ou Hélicon des Préalpes
- Chilostoma fontenillii fontenillii  (Michaud, 1829) ; ou Hélicon de la Grande Chartreuse
- Chilostoma frigidum liguricum (Kobelt, 1876 ; ou Hélicon du Marguareis
- Chilostoma glaciale (A. Férussac, 1832) ; ou Hélicon des glaciers
- Chilostoma millieri  (Bourguignat, 1880) ; ou Hélicon du Mercantour
- Chilostoma squamatinum (Rossmässler, 1835) ; ou Hélicon méridional
- Chilostoma zonatum flavovirens (Dumont & Mortillet, 1852) ; ou Hélicon des granites
- Chilostoma zonatum foetens (S. Studer, 1820) ; ou Hélicon des Alpes
- Cornu aspersum (O.F. Müller, 1774) ; ou Escargot petit-gris
- Eobania vermiculata  (O.F. Müller, 1774) ; ou Escargot mourguéta
- Helicigona lapicida andorrica (Bourguignat, 1876) ; ou Soucoupe d'Andorre
- Helicigona lapicida lapicida (Linnaeus, 1758) ; ou Soucoupe commune
- Helix lucorum (Linnaeus, 1758) ; ou Escargot turc
- Helix melanostoma (Draparnaud, 1801) ; ou Hélice tapada
- Helix pomatia (Linnaeus, 1758) ; ou Escargot de Bourgogne
- Isognomostoma isognomostomos (Schröter, 1784) ; ou Hélice grimace
- Macularia niciensis dupuyi (Westerlund, 1876) ; ou Marbrée de Dupuy
- Macularia niciensis guebhardi (Caziot, 1903) ; ou Marbrée de Caille
- Macularia niciensis niciensis (A. Férussac, 1821) ; ou Escargot de Nice
- Macularia saintivesi (Kobelt, 1906) ; ou Marbrée des pélites
- Marmorana muralis muralis (O.F. Müller, 1774) ; ou Marbrée des murailles
- Marmorana serpentina serpentina (A. Férussac, 1821) ; ou Marbrée serpentine
- Otala punctata  (O.F. Müller, 1774) ; ou Otala de Catalogne
- Pseudotachea splendida (Draparnaud, 1801) ; ou Hélice splendide
- Tacheocampylaea acropachia acropachia (J. Mabille, 1880) ; ou Hélice catalorzu
- Tacheocampylaea acropachia garciai (Hagenmüller, 1888) ; ou Hélice de l'Inzecca
- Tacheocampylaea acropachia pollonerae (Caziot, 1888) ; ou Hélice de Vezzani
- Tacheocampylaea cyrniaca cyrniaca (Dutailly, 1867) ; ou Hélice du Monte Renoso
- Tacheocampylaea cyrniaca faucicola (Hagenmüller, 1888) ; ou Hélice de Vizzavone
- Tacheocampylaea cyrniaca omphalophora  (Dutailly, 1867) ; ou Hélice du Monte Rotondo
- Tacheocampylaea raspailii (Payraudeau, 1827) ; ou Escargot de Raspail
- Tacheocampylaea romagnolii deschampsiana (Hagenmüller, 1888) ; ou Hélice de la Tartagine
- Tacheocampylaea romagnolii romagnolii (Dutailly, 1867) ; ou Hélice de Corte
- Theba pisana pisana (O.F. Müller, 1774) ; ou Caragouille rosée
- Tyrrhenaria ceratina (Shuttleworth, 1843) ; ou Hélix de Corse

## Helicodiscidae
- Lucilla scintilla  (R.T. Lowe, 1852) ; ou Luisantine scintillante
- Lucilla singleyana (Pilsbry, 1890) ; ou Luisantine bouton

## Helicodontidae
- Helicodonta angigyra (Rossmässler, 1834) ; ou Veloutée excentrée
- Helicodonta obvoluta (O.F. Müller, 1774) ; ou Veloutée plane

## Hydrobiidae
- Alzoniella elliptica (Paladilhe, 1874) ; ou Alzonielle corne d'abondance
- Alzoniella haicabia (Boeters, 2000) ; ou Alzonielle basque
- Alzoniella junqua (Boeters, 2000) ; ou Alzonielle de la vallée du Nez
- Alzoniella navarrensis (Boeters, 1999) ; ou Alzonielle de Navarre
- Alzoniella perrisii irubensis (Boeters, 2000) ; ou Alzonielle de Cantegril
- Alzoniella perrisii perrisii (Dupuy, 1851) ; ou Alzonielle des Landes
- Alzoniella pyrenaica (Boeters, 1983) ; ou Alzonielle des Pyrénées
- Avenionia berenguieri (Bourguignat, 1882) ; ou Hydrobie du puits d'Avignon
- Avenionia bourguignati (Locard, 1883) ; ou Hydrobie de l'Aude
- Avenionia brevis (Draparnaud, 1805 ; ou Hydrobie du Jura
- Belgrandia bigorrensis (Paladilhe, 1869) ; ou Belgrandie de Bigorre
- Belgrandia cazioti (Westerlund, 1890) ; ou Belgrandie d'Avignon
- Belgrandia conoidea (Reyniés, 1844) ; ou Belgrandie de Montauban
- Belgrandia coutagnei (Locard, 1892) ; ou Belgrandie des Angles
- Belgrandia gfrast (Haase, 2000) ; ou Belgrandie gfrast
- Belgrandia gibba (Draparnaud, 1805) ; ou Petite belgrandie
- Belgrandia gibberula (Paladilhe, 1869) ; ou Belgrandie d'Aniane
- Belgrandia marginata (Michaud, 1831) ; ou Belgrandie à varices
- Belgrandia moitessieri (Bourguignat, 1866) ; ou Belgrandie du Lez
- Belgrandia varica (J. Paget, 1854) ; ou Belgrandie du Var
- Belgrandiella dunalina (Moquin-Tandon, 1856) ; ou Belgrandie de l'Hérault
- Belgrandiella saxatilis  (Reyniés, 1844) ; ou Belgrandie du Languedoc
- Bythinella abbreviata (Michaud, 1831) ; ou Bythinelle du Jura
- Bythinella baudoni baudoni  (Paladilhe, 1874) ; ou Bythinelle de Venasque
- Bythinella bertrandi Bernasconi, 2000 ; ou Bythinelle étirée
- Bythinella bicarinata (Des Moulins, 1827) ; ou Bythinelle de la Couse
- Bythinella bouloti Girardi, Bichain & Wienin, 2002 ; ou Bythinelle de Castelbouc
- Bythinella carinulata (Drouët, 1867) ; ou Bythinelle de Dijon
- Bythinella cebennensis  (Dupuy, 1851) ; ou Bythinelle cévenole
- Bythinella cylindracea (Paladilhe, 1869) ; ou Bythinelle d'Amance
- Bythinella darrieuxii (de Folin & Bérillon, 1877) ; ou Bythinelle de l'Adour
- Bythinella dunkeri (Frauenfeld, 1857) ; ou Bythinelle voyageuse
- Bythinella eurystoma (Paladhile, 1870) ; ou Bythinelle auriculée
- Bythinella eutrepha (Paladilhe, 1867) ; ou Bythinelle du Lez
- Bythinella ferussina (Des Moulins, 1827) ; ou Bythinelle petite-aiguille
- Bythinella galerae (Girardi, Bichain & Wienin, 2002) ; ou Bythinelle de Monbrun
- Bythinella geisserti (Boeters & Falkner, 2003) ; ou Bythinelle trompeuse
- Bythinella gibbosa (Moquin-Tandon, 1856) ; ou Bythinelle de Toulouse
- Bythinella ginolensis (Fagot, 1881) ; ou Bythinelle de Ginole
- Bythinella jourdei (Bernasconi, 2000) ; ou Bythinelle de Lusignan
- Bythinella lalindei (Bernasconi, 2000) ; ou Bythinelle de Lalinde
- Bythinella lancelevei  (Locard, 1884) ; ou Bythinelle de Villequier
- Bythinella ligurica (Paladilhe, 1867) ; ou Bythinelle ligure
- Bythinella moulinsii (Dupuy, 1849) ; ou Bythinelle du Périgord
- Bythinella padiraci (Locard, 1903) ; ou Bythinelle de Padirac
- Bythinella parvula  (Locard, 1893) ; ou Bythinelle de l'Aveyron
- Bythinella pujolensis (Bernasconi, 2000) ; ou Bythinelle du Poujol
- Bythinella pupoides phreaticola (Bernasconi, 1989) ; ou Bythinelle du Coberan
- Bythinella pupoides pupoides (Paladilhe, 1869) ; ou Bythinelle petit-tonneau
- Bythinella pyrenaica  (Bourguignat, 1861) ; ou Bythinelle de Bagnères-de-Bigorre
- Bythinella reyniesii (Dupuy, 1851) ; ou Bythinelle des Pyrénées
- Bythinella rondelaudi Bernasconi, 2000 ; ou Bythinelle de Masvaudier
- Bythinella roubionensis (Caziot, 1910) ; ou Bythinelle de Roubion
- Bythinella rubiginosa (Boubée, 1833) ; ou Bythinelle d’Audinac
- Bythinella rufescens rufescens (Küster, 1852) ; ou Bythinelle imprécise
- Bythinella servainiana (Paladilhe, 1870) ; ou Bythinelle de Saint-Jean-de-Luz
- Bythinella simoniana (Moquin-Tandon, 1856) ; ou Bythinelle fausse-Belgrandie
- Bythinella troyana (Bernasconi, 2000) ; ou Bythinelle de Troye d'Ariège
- Bythinella turriculata (Paladilhe, 1869) ; ou Bythinelle de la Sarthe
- Bythinella utriculus (Paladhile, 1874) ; ou Bythinelle gourde
- Bythinella vesontiana (Bernasconi, 1989) ; ou Bythinelle de Quenoche
- Bythinella vimperei (Bernasconi, 2000) ; ou Bythinelle d'Augé
- Bythinella viridis (Poiret, 1801) ; ou Bythinelle des moulins
- Bythinella wawrzineki (Bernasconi, 2002) ; ou Bythinelle d'Houmeau
- Bythiospeum articense (Bernasconi, 1985) ; ou Bythiospée de Nîmes
- Bythiospeum bourguignati (Paladilhe, 1866) ; ou Bythiospée méridionale
- Bythiospeum bressanum (Bernasconi, 1985) ; ou Bythiospée de la Bresse
- Bythiospeum charpyi charpyi (Paladilhe, 1867) ; ou Bythiospée du Jura
- Bythiospeum charpyi giganteum (Bernasconi, 1969) ; ou Grande bythiospée
- Bythiospeum diaphanoides (Bernasconi, 1985) ; ou Bythiospée intermédiaire
- Bythiospeum diaphanum diaphanum (Michaud, 1831) ; ou Bythiospée rhénane
- Bythiospeum diaphanum michaellensis Girardi, 2002 ; ou Bythiospée du Vaucluse
- Bythiospeum dorvani (Bernasconi, 1985) ; ou Bythiospée de la Chartreuse
- Bythiospeum drouetianum (Clessin, 1882) ; ou Bythiospée de Châtillon-sur-Seine
- Bythiospeum francomontanum (Bernasconi, 1973) ; ou Bythiospée francomtoise
- Bythiospeum garnieri (Sayn, 1889) ; ou Bythiospée de Combovin
- Bythiospeum klemmi (Boeters, 1969) ; ou Petite bythiospée
- Bythiospeum michaudi (Locard, 1882) ; ou Bythiospée de Lyon
- Bythiospeum moussonianum (Paladilhe, 1869) ; ou Bythiospée de Saint-Amour
- Bythiospeum racovitzai (Germain, 1911) ; ou Bythiospée de Baume-les-messieurs
- Bythiospeum rasini  (Girardi, 2004) ; ou Bythiospée bulle
- Bythiospeum rhenanum rhenanum (Lais, 1935) ; ou Bythiospée des rieds
- Bythiospeum terveri (Locard, 1882) ; ou Bythiospée du Rhône
- Fissuria boui (Boeters, 1981) ; ou Planhydrobie de la Durance
- Graziana cezairensis (Boeters, 2000) ; ou Alzonielle de Nice
- Graziana provincialis (Boeters, 2000)) ; ou Alzonielle de Haute-Provence
- Graziana trinitatis (Caziot, 1910) ; ou Alzonielle de la Trinité
- Heleobia bigugliana (Caziot, 1908) ; ou Hydrobie de Biguglia
- Heleobia macei (Paladilhe, 1867) ; ou Hydrobie latine
- Heleobia scamandri (Boeters, Monod & Vala, 1977) ; ou Hydrobie du Scamandre
- Heleobia stagnorum  (Gmelin, 1791) ; ou Hydrobie obèse
- Heraultiella exilis (Paladilhe, 1867) ; ou Planhydrobie de l'Hérault
- Hydrobia acuta (Draparnaud, 1805) ; ou Hydrobie méditerranéenne
- Hydrobia glyca (Servain, 1880) ; ou Hydrobie de Cadix
- Hydrobia neglecta (Muus, 1963) ; ou Hydrobie du Danemark
- Hydrobia ventrosa (Montagu, 1803) ; ou Hydrobie atlantique
- Islamia bomangiana (Boeters & Falkner, 2003) ; ou Globhydrobie de l'Ardèche
- Islamia bourguignati (T. Letourneux, 1869) ; ou Globhydrobie de Pissotte
- Islamia germaini (Boeters & Falkner, 2003) ; ou Globhydrobie du Jura
- Islamia minuta consolationis (Bernasconi, 1985) ; ou Globhydrobie du Doubs
- Islamia minuta minuta (Draparnaud, 1805) ; ou Petite globhydrobie
- Islamia moquiniana (Dupuy, 1851) ; ou Globhydrobie commune
- Islamia spirata (Bernasconi, 1985) ; ou Globhydrobie de Besançon
- Istriana falkneri (Boeters, 2000) ; ou Hydrobie de la Ramière
- Lithoglyphus naticoides (C. Pfeiffer, 1828) ; ou Hydrobie du Danube
- Marstoniopsis armoricana (Paladilhe, 1869) ; ou Fausse-bythinelle bretonne
- Marstoniopsis scholtzi (A. Schmidt, 1856) ; ou Fausse-bythinelle italienne
- Mercuria anatina (Poiret, 1801) ; ou Mercurie variable
- Mercuria baudoniana (Gassies, 1859) ; ou Mercurie atlantique
- Mercuria bayonnensis  (Locard, 1894) ; ou Mercurie basque
- Mercuria emiliana (Paladilhe, 1869) ; ou Mercurie catalane
- Mercuria meridionalis (Risso, 1826) ; ou Mercurie méridionale
- Mercuria sarahae (Paladilhe, 1869) ; ou Mercurie de Nantes
- Mercuria similis (Draparnaud, 1805) ; ou Mercurie de Draparnaud
- Mercuria vindilica (Paladilhe, 1870) ; ou Mercurie de Belle-Ile
- Mercuria zopissa (Paulucci, 1882) ; ou Mercurie corso-sarde
- Palacanthilhiopsis margritae (Boeters & Falkner, 2003) ; ou Hydrobie épineuse
- Palacanthilhiopsis vervierii (Bernasconi, 1988) ; ou Hydrobie de l'Ardèche
- Peringia mabilli (Bourguignat, 1876) ; ou Hydrobie de Bourguignat
- Peringia ulvae (Pennant, 1777) ; ou Hydrobie saumâtre
- Plagigeyeria deformata (Nicolas, 1891)) ; ou Hydrobie d'Avignon
- Potamopyrgus antipodarum  (J.E Gray, 1843) ; ou Hydrobie des antipodes
- Pseudamnicola astierii (Dupuy, 1851) ; ou Mercurie de Provence
- Pseudamnicola chamasensis (Boeters, 2000) ; ou Mercurie marseillaise
- Pseudamnicola cyrniacus  (J. Mabille, 1869) ; ou Mercurie corse
- Pseudamnicola pisolinus (Paladilhe, 1876) ; ou Mercurie alpine

## Hygromiidae

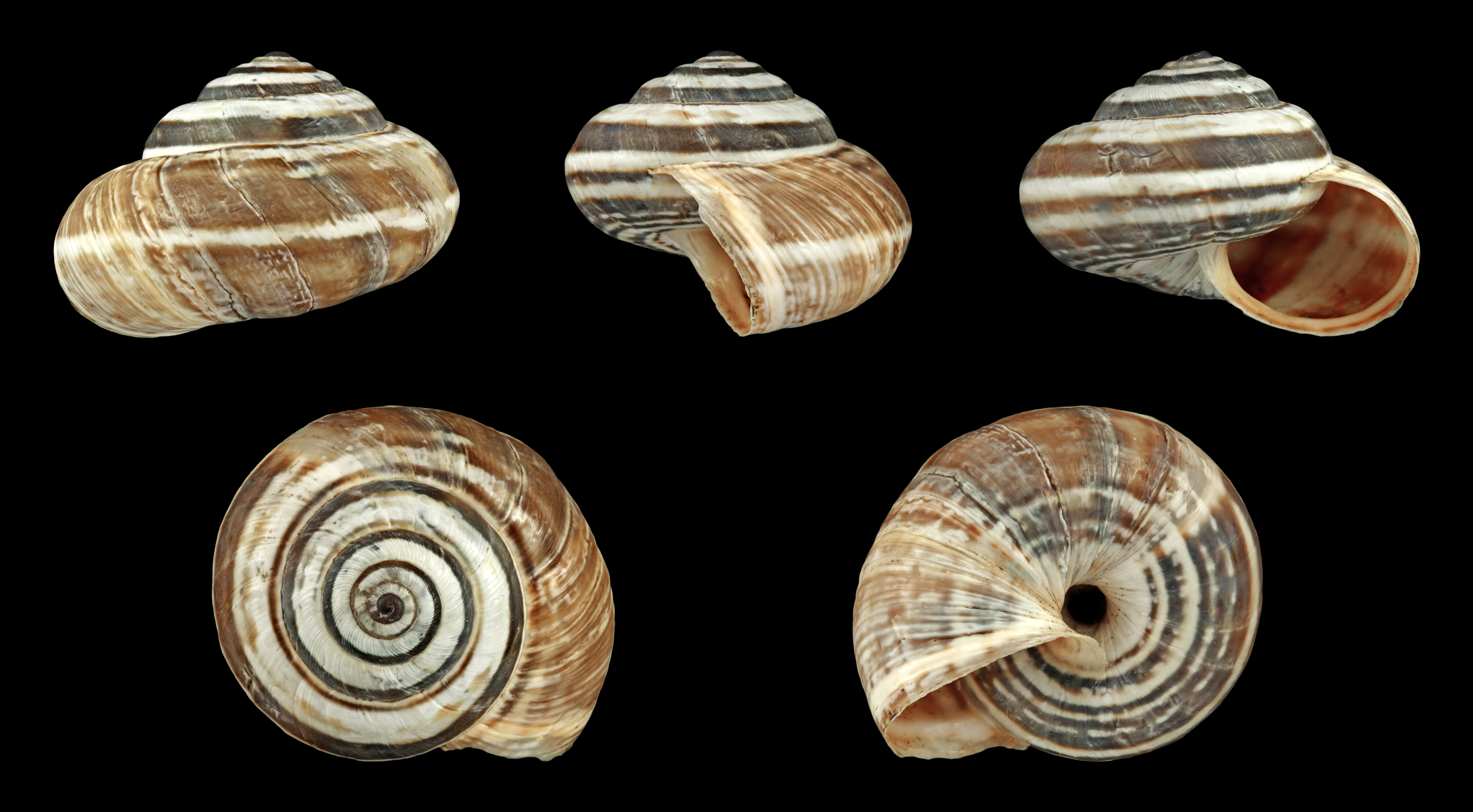
Cernuella virgata (Caragouille globuleuse)

- Ashfordia granulata (Alder, 1830) ; ou Veloutée moine
- Candidula gigaxii (L. Pfeiffer, 1850) ; ou Hélicette chagrinée
- Candidula intersecta (Poiret, 1801) ; ou Hélicette carénée
- Candidula unifasciata acosmia (Bourguignat, 1882) ; ou Hélicette provençale
- Candidula unifasciata rugosiuscula (Michaud, 1831) ; ou Hélicette grise
- Candidula unifasciata unifasciata (Poiret, 1801) ; ou Hélicette du thym
- Cernuella aginnica (Locard, 1894) ; ou Hélicette semblable
- Cernuella cisalpina (Rossmaessler, 1837) ; ou Caragouille cisalpine
- Cernuella neglecta (Draparnaud, 1805) ; ou Caragouille élargie
- Cernuella virgata (Da Costa, 1778) ; ou Caragouille globuleuse
- Ciliella ciliata (W. Hartmann, 1821) ; ou Veloutée ciliée
- Cyrnotheba corsica (Shuttleworth, 1843) ; ou Hélicelle de Corse
- Euomphalia strigella ruscinica (Bourguignat, 1881) ; ou Moine strié
- Euomphalia strigella strigella (Draparnaud, 1801) ; ou Moine de Draparnaud
- Ganula lanuginosa (Boissy, 1835) ; ou Hélicelle cotonneuse
- Helicella bolenensis (Locard, 1882) ; ou Hélicelle de Bollène
- Helicella iberica (Rambur, 1869) ; ou Hélicelle de Navarre
- Helicella itala itala  (Linnaeus, 1758) ; ou Hélicelle trompette
- Helicella nubigena (de Saulcy, 1852) ; ou Hélicelle des Pyrénées
- Helicella sabulivaga (J. Mabille, 1881) ; ou Hélicelle basque
- Hygromia cinctella (Draparnaud, 1801) ; ou Hélice carénée
- Hygromia limbata limbata  (Draparnaud, 1805) ; ou Hélice des ruisseaux
- Hygromia limbata sublimbata (Bourguignat, 1882) ; ou Hélice de Poitiers
- Hygromia odeca (Bourguignat, 1882) ; ou Hélice de Hendaye
- Hygromia tassyi (Bourguignat, 1884) ; ou Hélice du Montcalm
- Ichnusotricha berninii  (Giusti & Manganelli, 1987) ; ou Hélice sarde
- Microxeromagna lowei  (Potiez & Michaud, 1835) ; ou Hélicette à poils courts
- Monacha atacis (E. Gittenberger & de Winter, 1985) ; ou Moine ariégeois
- Monacha auturica  (Falkner, 2000) ; ou Moine du Sancerrois
- Monacha cantiana  (Montagu, 1803) ; ou Moine globuleux
- Monacha cartusiana (O.F. Müller, 1774) ; ou Petit moine
- Monacha cemenelea (Risso, 1826) ; ou Grand moine
- Monacha lamalouensis (Reynès, 1870) ; ou Moine de Lamalou
- Monacha martensiana (Tiberi, 1869) ; ou Moine d'Italie
- Monachoides incarnatus incarnatus (O.F. Müller, 1774) ; ou Moine des bois
- Montserratina becasis (Rambur, 1868) ; ou Veloutée du Canigou
- Montserratina martorelli (Bourguignat, 1870) ; ou Veloutée de Catalogne
- Perforatella bidentata (Gmelin, 1791) ; ou Veloutée orientale
- Petasina edentula edentula (Draparnaud, 1805) ; ou Veloutée alpine
- Petasina edentula helvetica (Poliòski, 1929) ; ou Veloutée spiraline
- Ponentina revelata (Michaud, 1831) ; ou Veloutée de Michaud
- Ponentina subvirescens (Bellamy, 1839) ; ou Veloutée verdâtre
- Pseudotrichia rubiginosa (Rossmässler, 1838) ; ou Veloutée rouge
- Pyrenaearia carascalensis carascalensis (Michaud, 1831) ; ou Hélice des Pyrénées
- Pyrenaearia carascalensis transfuga (Fagot, 1885) ; ou Hélice de la vallée d'Aspe
- Trochoidea elegans (Gmelin, 1791) ; ou Troque élégante
- Trochoidea pyramidata (Draparnaud, 1805) ; ou Troque pyramidale
- Trochoidea trochoides (Poiret, 1789) ; ou Troque des dunes
- Trochulus ataxiacus (Fagot, 1884) ; ou Veloutée des Pyrénées
- Trochulus clandestinus putonii  (Clessin, 1874) ; ou Veloutée des Vosges
- Trochulus hispidus (Linnaeus, 1758) ; ou Veloutée commune
- Trochulus montanus (S. Studer, 1820) ; ou Veloutée des Alpes
- Trochulus phorochaetis (Bourguignat, 1864) ; ou Veloutée de la Grande Chartreuse
- Trochulus plebeius (Draparnaud, 1805) ; ou Veloutée des Préalpes
- Trochulus sericeus (Draparnaud, 1801) ; ou Veloutée déprimée
- Trochulus striolatus abludens  (Locard, 1888) ; ou Veloutée de Locard
- Trochulus villosus (Draparnaud, 1805) ; ou Veloutée hirsute
- Urticicola glabellus glabellus (Draparnaud, 1801) ; ou Fausse-veloutée des vallées
- Urticicola glabellus telonensis (Mittre, 1842); ou Fausse-veloutée côtière
- Urticicola isaricus isaricus (Locard, 1882) ; ou Fausse-veloutée des chamois
- Urticicola isaricus ventouxianus (Forcart, 1946) ; ou Fausse-veloutée du Ventoux
- Urticicola mounierensis maynardi (Caziot, 1909) ; ou Fausse-veloutée des névés
- Urticicola mounierensis mounierensis (Caziot, 1909) ; ou Fausse-veloutée du Mercantour
- Urticicola moutonii (Dupuy, 1848) ; ou Fausse-veloutée de la Riviera
- Urticicola suberinus (Bérenguier, 1882) ; ou Fausse-veloutée des chènes-lièges
- Xerocrassa geyeri (Soós, 1926) ; ou Hélicette des steppes
- Xerocrassa pallaresica (Fagot, 1886) ; ou Hélicette de Catalogne
- Xerocrassa penchinati (Bourguignat, 1868) ; ou Hélicette striée
- Xerocrassa ripacurcica oreina (Fagot, 1888) ; ou Hélicette de Gavarnie
- Xerolenta obvia obvia (Menke, 1828) ; ou Hélicelle plane
- Xeropicta derbentina (Krynicki, 1836) ; ou Hélicelle des Balkans
- Xerosecta arigonis (A. Schmidt, 1853) ; ou Caragouille variable
- Xerosecta cespitum  (Draparnaud, 1801) ; ou Grande caragouille
- Xerosecta explanata (O.F. Müller, 1774) ; ou Caragouille des dunes
- Xerosecta introducta (A. & J.B. Villa, 1841) ; ou Caragouille ligure
- Xerosecta terverii (Michaud, 1831) ; ou Caragouille des Maures
- Xerotricha apicina (Lamarck, 1822) ; ou Hélicette ponctuée
- Xerotricha conspurcata (Draparnaud, 1801) ; ou Hélicette veloutée
- Xerotricha renei (Fagot, 1882) ; ou Hélicette des Pyrénées
- Zenobiella subrufescens (Miller, 1822) ; ou Hélice molle

## Lauriidae
- Lauria cylindracea (Da Costa, 1778) ; ou Maillot commun
- Lauria sempronii (Charpentier, 1837) ; ou Maillot fragile
- Leiostyla anglica  (A. Férussac, 1821) ; ou Maillot des Anglais

## Limacidae

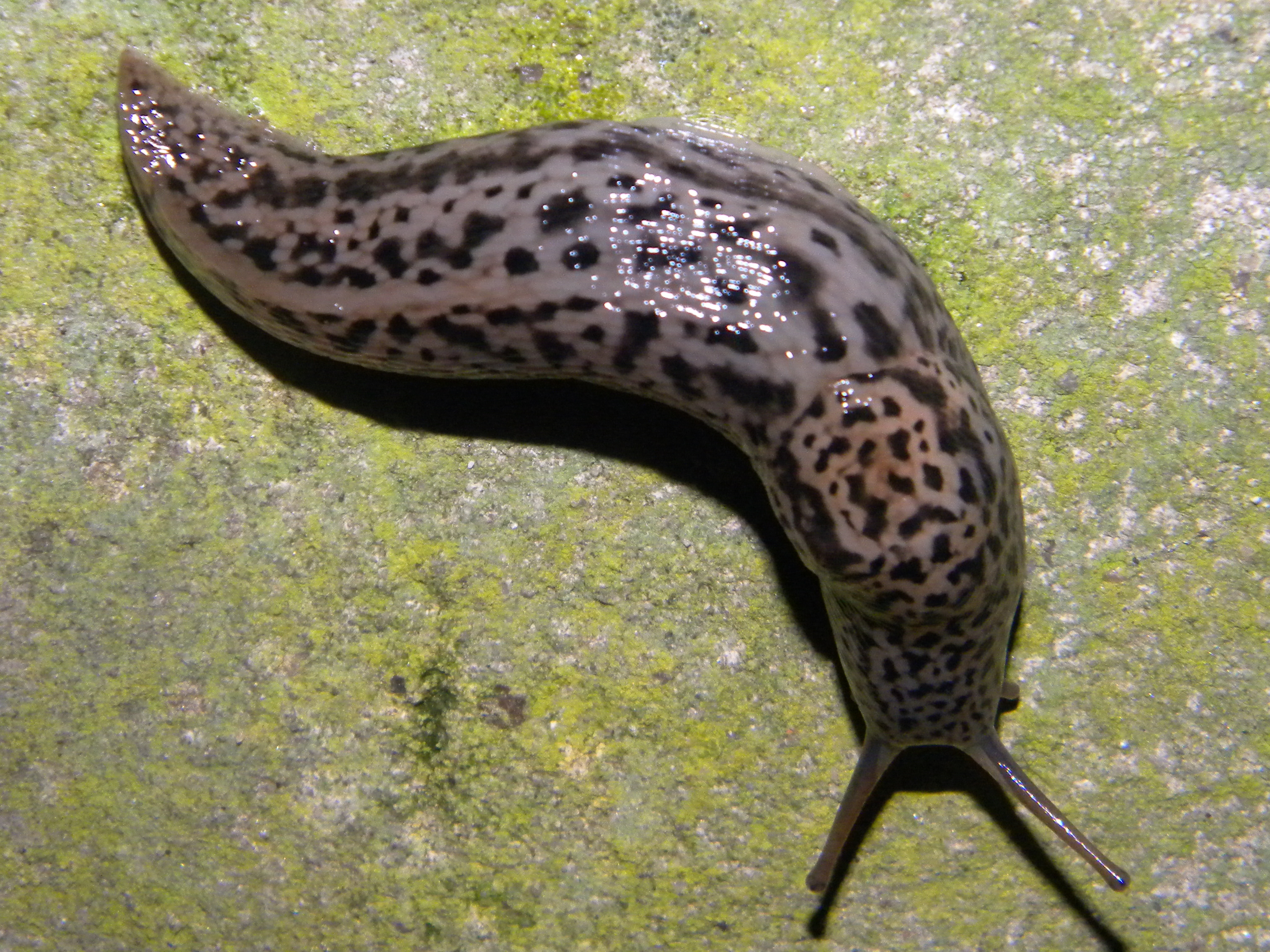
Limax maximus (la limace léopard)

- Lehmannia marginata  (O.F. Müller, 1774) ; ou Limace des bois
- Lehmannia melitensis  (Lessona & Pollonera, 1882) ; ou Limace tyrrhénienne
- Lehmannia nyctelia (Bourguignat, 1861) ; ou Limace des serres
- Lehmannia requienii (Pollonera, 1896) ; ou Limace de Vizzavone
- Lehmannia rupicola Lessona & Pollonera, 1882) ; ou Limace des montagnes
- Lehmannia valentiana  (A. Férussac, 1822) ; ou Limace d'Espagne
- Limacus flavus  (Linnaeus, 1758) ; ou Limace des caves
- Limacus maculatus  (Kaleniczenko, 1851) ; ou Limace des Anglais
- Limax albipes (Dumont & Mortillet, 1853) ; ou Limace de Savoie
- Limax alpinus (A. Férussac, 1821) ; ou Limace de Férussac
- Limax cinereoniger  (Wolf, 1803) ; ou Grande limace
- Limax corsicus (Moquin-Tandon, 1855) ; ou Limace de Corse
- Limax erythrus (Bourguignat, 1864) ; ou Limace des Alpes
- Limax granosus (Bérenguier, 1900) ; ou Limace de Fayence
- Limax lachensis (Bérenguier, 1900) ; ou  Limace de Lachens
- Limax maximus (Linnaeus, 1758) ; ou Limace léopard
- Limax millipunctatus (Pini, 1884) ; ou Limace du Piémont
- Limax minimus (Pollonera, 1896) ; ou Limace du Monte Renoso
- Limax squamosus  (Bérenguier, 1900) ; ou Limace du Var
- Limax wolterstorffi (Simroth, 1900) ; ou Limace de Bonifatu
- Malacolimax tenellus (O.F. Müller, 1774) ; ou Limace jaune

## Lymnaeidae

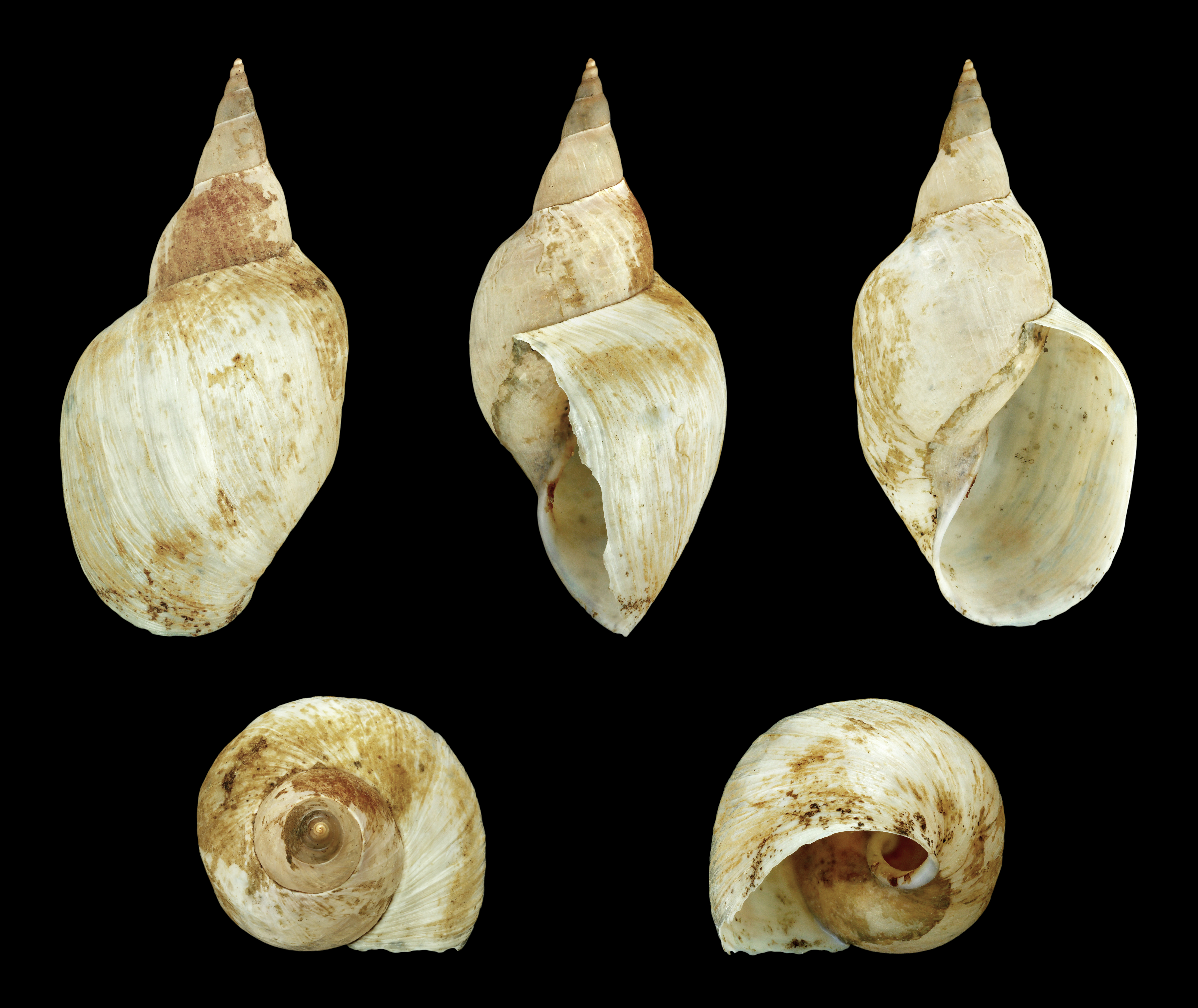
Lymnaea stagnalis

- Galba truncatula  (O.F. Müller, 1774) ; ou Limnée épaulée
- Lymnaea stagnalis (Linnaeus, 1758) ; ou Grande limnée
- Myxas glutinosa (O.F. Müller, 1774) ; ou Limnée cristalline
- Omphiscola glabra glabra  (O.F. Müller, 1774) ; ou Limnée étroite
- Omphiscola reticulata (Gassies, 1867) ; ou Limnée des Landes
- Radix ampla  (W. Hartmann, 1821) ; ou Limnée ample
- Radix auricularia (Linnaeus, 1758) ; ou Limnée conque
- Radix balthica  (Linnaeus, 1758 ; ou Limnée commune
- Radix labiata (Rossmässler, 1835) ; ou Limnée radis
- Stagnicola corvus  (Gmelin, 1791) ; ou Limnée d'Europe
- Stagnicola fuscus (C. Pfeiffer, 1821) ; ou Limnée des marais
- Stagnicola palustris (O.F. Müller, 1774) ; ou Limnée des étangs

## Margaritiferidae

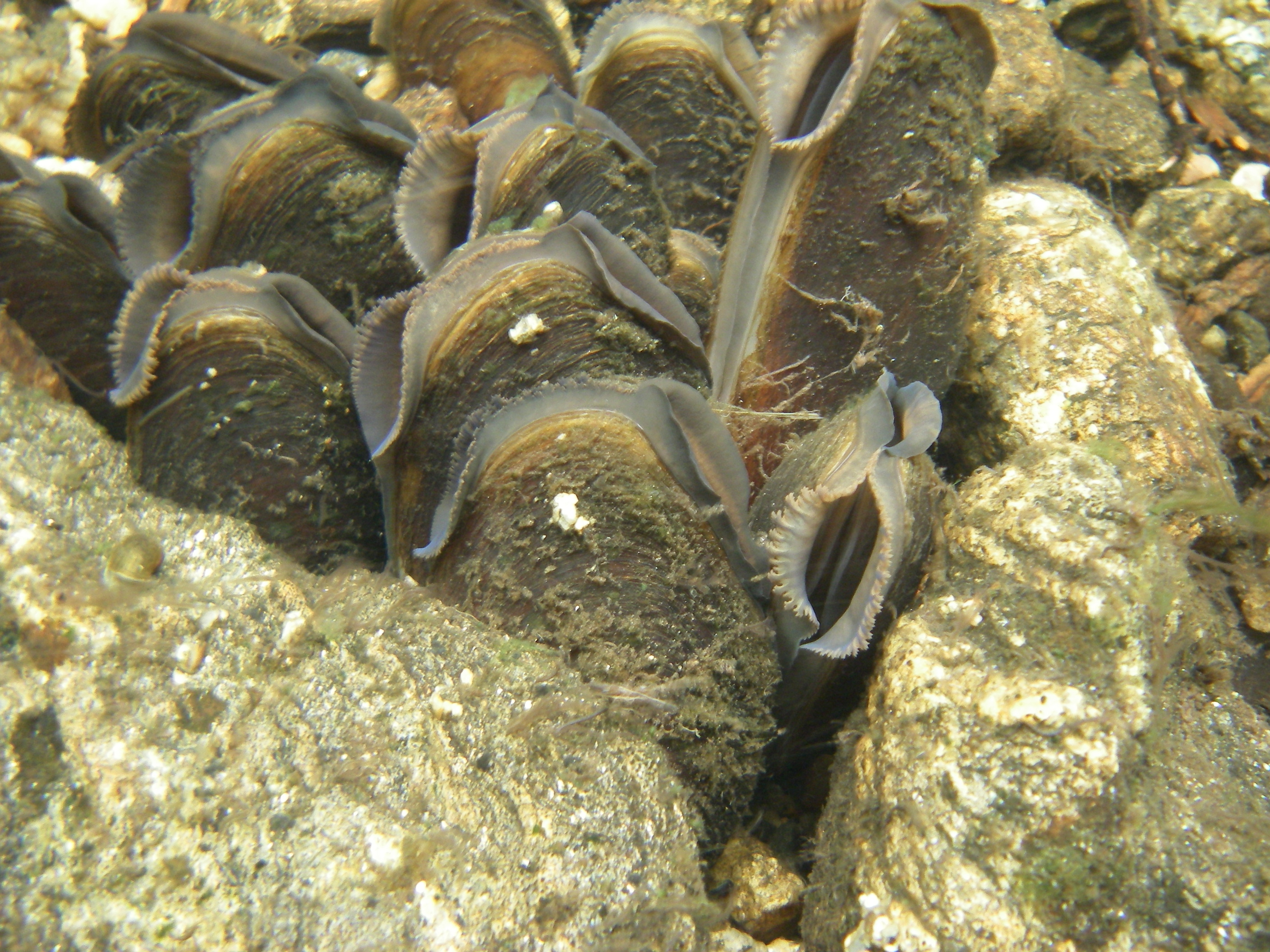
groupe de Mulettes perlières

- Margaritifera margaritifera brunnea (Bonhomme, 1840) ; ou Mulette du Massif Central
- Margaritifera margaritifera margaritifera (Linnaeus, 1758) ; ou Mulette perlière
- Pseudunio auricularius auricularius (Spengler, 1793) ; ou Grande mulette

## Milacidae
- Milax gagates  (Draparnaud, 1801) ; ou Pseudolimace jayet
- Milax nigricans (Philippi, 1836) ; ou Pseudolimace de Méditerranée
- Milax ochraceus (Bérenguier, 1900) ; ou Pseudolimace de l'Estérel
- Tandonia budapestensis (Hazay, 1880) ; ou Pseudolimace hongroise
- Tandonia rustica (Millet, 1843) ; ou Pseudolimace chagrinée
- Tandonia sowerbyi (A. Férussac, 1823) ; ou Pseudolimace atlantique

## Moitessieriidae
- Henrigirardia wienini (Girardi, 2001) ; ou Moitessierie trompette
- Moitessieria bourguignati (Coutagne, 1883) ; ou Moitessierie de Toulouse
- Moitessieria calloti (Girardi, 2004) ; ou Moitessierie de l'Ardèche
- Moitessieria cocheti (Boeters & Falkner, 2003) ; ou Moitessierie de Labastide
- Moitessieria fontsaintei (Bertrand, 2001) ; ou Moitessierie de Fontsaintes
- Moitessieria heideae (Boeters & Falkner, 2003) ; ou Moitessierie gardoise
- Moitessieria juvenisanguis (Boeters & E. Gittenberger, 1980) ; ou Moitessierie du Roussillon
- Moitessieria lescherae (Boeters, 1981) ; ou Moitessierie décollée
- Moitessieria locardi (Coutagne, 1883) ; ou Petite moitessierie
- Moitessieria massoti  (Bourguignat, 1863) ; ou Moitessierie de Tautavel
- Moitessieria nezi  (Boeters & Bertrand, 2001) ; ou Moitessierie de Rébénacq
- Moitessieria olleri (Altimira, 1960) ; ou Moitessierie catalane
- Moitessieria rolandiana (Bourguignat, 1863) ; ou Moitessierie commune
- Moitessieria simoniana (Saint-Simon, 1848) ; ou Moitessierie de la Garonne
- Paladilhia conica (Paladilhe, 1867) ; ou Bythiospée du Lez
- Paladilhia gloeeri (Boeters & Falkner, 2003) ; ou Bythiospée de l'Ardèche
- Paladilhia jamblussensis (Bertrand, 2004) ; ou Bythiospée de Jamblusse
- Paladilhia pleurotoma (Bourguignat, 1865) ; ou Bythiospée méridional
- Paladilhia pontmartiniana (Nicolas, 1891) ; ou Bythiospée de Pont-Martin
- Paladilhia roselloi (Girardi, 2004) ; ou Bythiospée de Sanilhac
- Paladilhia umbilicata (Locard, 1902) ; ou Bythiospée de Mialet
- Spiralix burgundina (Locard, 1882) ; ou Moitessierie de la Côte-d'Or
- Spiralix collieri (Nicolas, 1891) ; ou Moitessierie des Angles
- Spiralix corsica (Bernasconi, 1994) ; ou Moitessierie corse
- Spiralix hofmanni (Boeters & Falkner, 2003) ; ou Moitesserie de Trabuc
- Spiralix puteana (Coutagne, 1883) ; ou Moitessierie d'Avignon
- Spiralix rayi (Locard, 1882) ; ou Moitessierie bourguignonne
- Spiralix vitrea (Draparnaud, 1801) ; ou Moitessierie de l'Ain

## Neritidae
- Theodoxus fluviatilis fluviatilis (Linnaeus, 1758) ; ou Nérite des rivières
- Theodoxus fluviatilis sardous (Menke, 1830) ; ou Nérite corso-sarde
- Theodoxus fluviatilis thermalis (Dupuy, 1851) ; ou Nérite des Pyrénées

## Onchidiidae
- Onchidella celtica (Cuvier, 1817); ou Thalassolimace de Cuvier
- Onchidella nana (Philippi, 1844); ou Thalassolimace des pontons

## Orculidae
- Orcula dolium dolium (Draparnaud, 1801); ou Maillot baril
- Pagodulina austeniana austeniana  (G. Nevill, 1880); ou Maillot sud-alpin
- Pagodulina pagodula pagodula (Des Moulins, 1830); ou Maillot de Dordogne
- Pagodulina pagodula principalis (Klemm, 1939); ou Maillot pagodule
- Sphyradium doliolum (Bruguière, 1792); ou Maillot barillet

## Otinidae
- Otina ovata (T. Brown, 1827) ; ou Petite-oreille littorale

## Oxychilidae

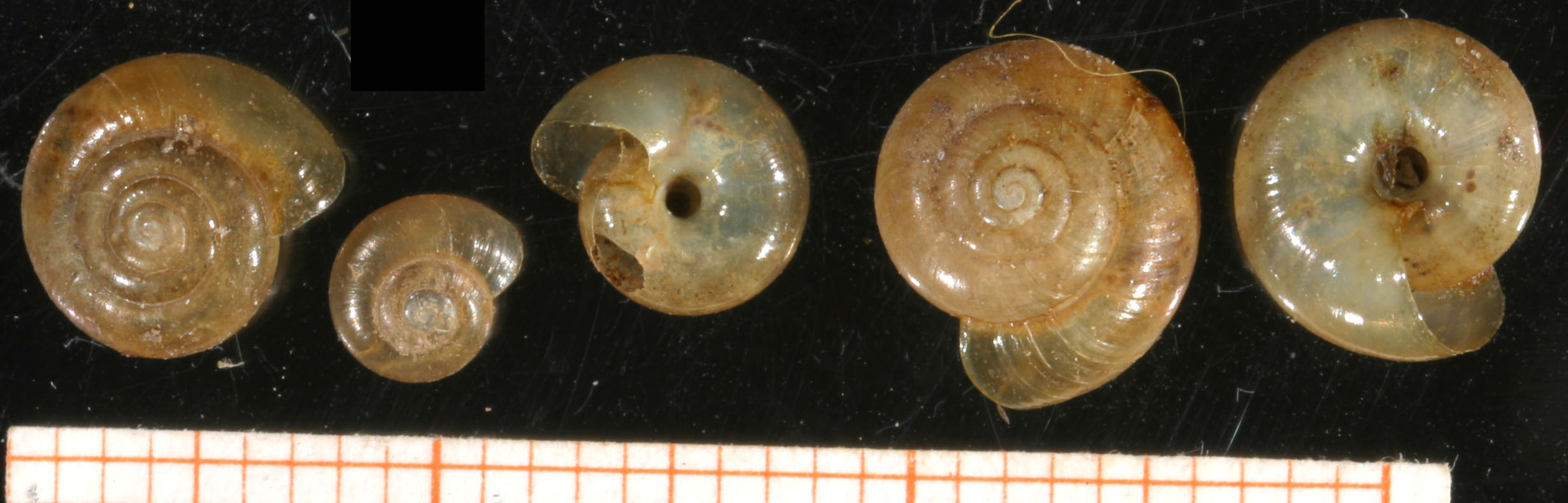
Coquilles d' Oxychilus alliarius ou Luisantine des montagnes (escargot qui a une odeur d'ail)

- Aegopinella epipedostoma epipedostoma (Fagot, 1879); ou Luisantine des montagnes
- Aegopinella epipedostoma iuncta (Hudec, 1964); ou Luisantine méconnue
- Aegopinella minor  (Stabile, 1864); ou Luisantine intermédiaire
- Aegopinella nitens  (Michaud, 1831); ou Luisantine ample
- Aegopinella nitidula (Draparnaud, 1805); ou Grande luisantine
- Aegopinella pura (Alder, 1830); ou Petite luisantine
- Daudebardia brevipes  (Draparnaud, 1805); ou Petite hélicolimace
- Daudebardia rufa (Draparnaud, 1805); ou Hélicolimace alsacienne
- Mediterranea depressa (Sterki, 1880); ou Luisant épars
- Mediterranea hydatina hydatina (Rossmässler, 1838); ou Luisant méridional
- Morlina glabra glabra (Rossmässler, 1835); ou Luisant étroit
- Morlina glabra harlei (Fagot, 1884); ou Luisant de Barcelone
- Nesovitrea hammonis (Ström, 1765); ou Luisantine striée
- Nesovitrea petronella (L. Pfeiffer, 1853); ou Luisantine brune
- Oxychilus adjaciensis (Caziot, 1904); ou Luisant corse
- Oxychilus alliarius (Miller, 1822); ou Luisant aillé
- Oxychilus altimirai (Riedel, 1972); ou Luisant de Bagnères-de-Bigorre
- Oxychilus amblyopus (J. Mabille, 1869); ou Luisant d'Aleria
- Oxychilus blauneri (Shuttleworth, 1843); ou Luisant de Figari
- Oxychilus cellarius (O.F. Müller, 1774); ou Luisant des caves
- Oxychilus clarus (Held, 1838); ou Luisant cryptique
- Oxychilus colliourensis (Locard, 1894); ou Luisant catalan
- Oxychilus draparnaudi draparnaudi (Beck, 1837); ou Grand luisant
- Oxychilus farinesianus (Bourguignat, 1870); ou Luisant de Port-Vendres
- Oxychilus lathyri (J. Mabille, 1869); ou Luisant de Bastia)
- Oxychilus maceanus (Bourguignat, 1869); ou Luisant fragile
- Oxychilus navarricus helveticus (Blum, 1881); ou Luisant des bois
- Oxychilus navarricus navarricus (Bourguignat, 1870); ou Luisant des Pyrénées
- Oxychilus obscuratus (Porro, 1841); ou Luisant de Marmano
- Oxychilus requienii (Moquin-Tandon, 1855); ou Luisant de Corte
- Oxychilus shuttleworthianus (Pini, 1883); ou Luisant de Saint-Florent
- Oxychilus tropidophorus (J. Mabille, 1869); ou Luisant de Haute-Corse
- Retinella incerta (Draparnaud, 1805); ou Luisantine aquitaine
- Retinella pseudoaegopinella (Giusti, Boato & Bodon, 1986); ou Luisantine italienne

## Parmacellidae
- Parmacella gervaisii (Moquin-Tandon, 1850); ou Parmacelle de la Crau

## Patulidae
- Discus rotundatus omalisma (Fagot, 1879); ou Bouton aplati
- Discus rotundatus rotundatus (O.F. Müller, 1774); ou Bouton commun
- Discus ruderatus ruderatus (W. Hartmann, 1821); ou Bouton montagnard

## Physidae

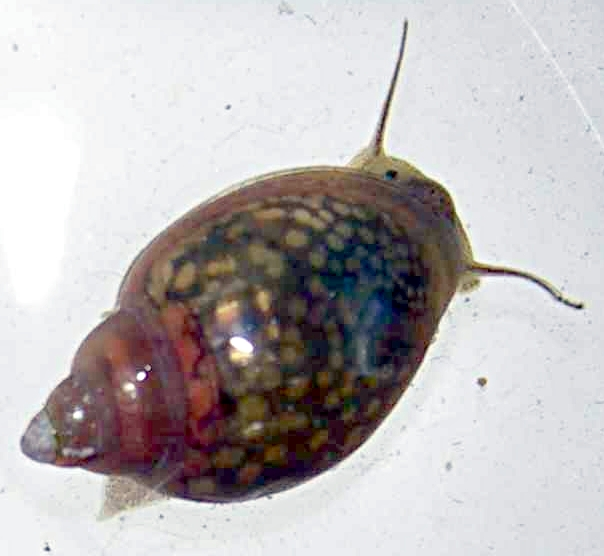
Physella acuta (Physe voyageuse)

- Aplexa hypnorum (Linnaeus, 1758); ou Physe élancée
- Physa fontinalis (Linnaeus, 1758); ou Physe bulle
- Physella acuta (Draparnaud, 1805); ou Physe voyageuse
- Physella heterostropha (Say, 1817); ou Physe américaine

## Planorbidae

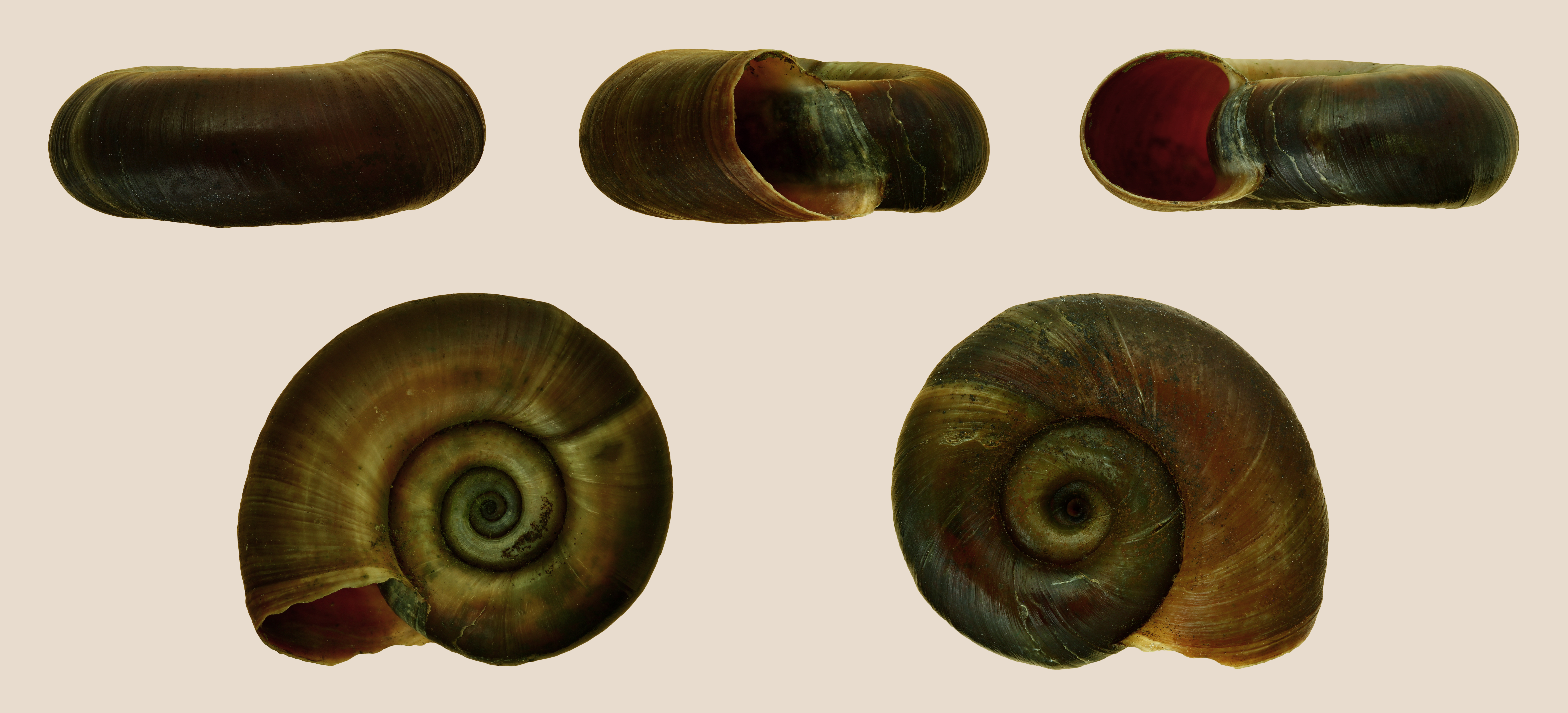
Planorbarius corneus (Planorbe des étangs)

- Ancylus fluviatilis (O.F. Müller, 1774); ou Patelline des fleuves
- Anisus septemgyratus (Rossmässler, 1835); ou Planorbe resserrée
- Anisus spirorbis (Linnaeus, 1758); ou Planorbe de Linné
- Anisus vortex (Linnaeus, 1758); ou Planorbe tourbillon
- Anisus vorticulus (Troschel, 1834); ou Planorbe naine
- Bathyomphalus contortus (Linnaeus, 1758); ou Planorbe ombiliquée
- Bulinus truncatus contortus (Michaud, 1829); ou Planorbe éteint
- Bulinus truncatus rivularis (Philippi, 1836); ou Planorbe de Méditerranée
- Ferrissia clessiniana (Jickeli, 1882); ou Patelline fragile
- Gyraulus albus (O.F. Müller, 1774); ou Planorbine poilue
- Gyraulus chinensis (Dunker, 1848); ou Planorbine d’Asie
- Gyraulus crista (Linnaeus, 1758); ou Planorbine à crêtes
- Gyraulus laevis (Alder, 1838); ou Planorbine lisse
- Gyraulus parvus (Say, 1817); ou Planorbine voyageuse
- Gyraulus rossmaessleri (Auerswald, 1852); ou Planorbine des mares
- Hippeutis complanatus (Linnaeus, 1758); ou Planorbine des fontaines
- Menetus dilatatus (Gould, 1841); ou Planorbine américaine
- Planorbarius corneus corneus (Linnaeus, 1758); ou Planorbe des étangs
- Planorbella duryi (Wetherby, 1879); ou Planorbe de Floride
- Planorbis carinatus (O.F. Müller, 1774); ou Planorbe carénée
- Planorbis moquini (Requien, 1848); ou Planorbe méditerranéenne
- Planorbis planorbis (Linnaeus, 1758); ou Planorbe commune
- Segmentina nitida (O.F. Müller, 1774); ou Planorbine cloisonnée

## Pomatiidae
- Pomatias elegans (O.F. Müller, 1774); ou Élégante striée
- Tudorella sulcata sulcata (Draparnaud, 1801); ou Élégante des calanques

## Pristilomatidae
- Vitrea contracta (Westerlund, 1871); ou Cristalline ombiliquée
- Vitrea crystallina (O.F. Müller, 1774); ou Cristalline commune
- Vitrea diaphana diaphana (S. Studer, 1820); ou Cristalline diaphane
- Vitrea etrusca (Paulucci, 1878); ou Cristalline corse
- Vitrea narbonensis (Clessin, 1877); ou Cristalline de Narbonne
- Vitrea pieperiana (L. Pintér, 1977) ou Cristalline Grèque
- Vitrea pseudotrolli (L. Pintér, 1983); ou Cristalline des Alpes-Maritimes
- Vitrea subrimata (Reinhardt, 1871); ou Cristalline méridionale

## Punctidae
- Paralaoma servilis (Shuttleworth, 1852); ou Escargotin cosmopolite
- Punctum pygmaeum (Draparnaud, 1801); ou Escargotin minuscule

## Pupillidae
- Pupilla alpicola (Charpentier, 1837); ou Maillot des Alpes
- Pupilla bigranata (Rossmässler, 1839); ou Maillot à grain
- Pupilla muscorum (Linnaeus, 1758); ou Maillot des mousses
- Pupilla sterrii (Voith, 1840); ou Maillot des rochers
- Pupilla triplicata (S. Studer, 1820); ou Maillot pygmée

## Pyramidulidae
- Pyramidula pusilla (Vallot, 1801); ou Pyramidule commun
- Pyramidula rupestris (Draparnaud, 1801); ou Pyramidule des rochers

## Sphaeriidae
- Musculium lacustre (O.F. Müller, 1774); ou Cyclade de vase
- Musculium transversum (Say, 1829); ou Cyclade d’Amérique
- Pisidium amnicum (O.F. Müller, 1774); ou Pisidie de vase
- Pisidium casertanum (Poli, 1791); ou Pisidie commune
- Pisidium conventus (Clessin, 1877); ou Pisidie des collines
- Pisidium globulare (Clessin, 1873); ou Pisidie globe
- Pisidium henslowanum (Sheppard, 1823); ou Pisidie des gardons
- Pisidium hibernicum (Westerlund, 1894); ou Pisidie septentrionale
- Pisidium lilljeborgii (Clessin, 1886); ou Pisidie des lacs
- Pisidium milium (Held, 1836); ou Pisidie des rives
- Pisidium moitessierianum (Paladilhe, 1866); ou Pisidie des rivières
- Pisidium nitidum (Jenyns, 1832); ou Pisidie ubique
- Pisidium obtusale (Lamarck, 1818); ou Pisidie de Lamarck
- Pisidium personatum (Malm, 1855); ou Pisidie des sources
- Pisidium ponderosum (Stelfose, 1918); ou Pisidie robuste
- Pisidium pseudosphaerium (Favre, 1927); ou Pisidie des marais
- Pisidium pulchellum (Jenyns, 1832); ou Pisidie jolie
- Pisidium subtruncatum subtruncatum (Malm, 1855); ou Pisidie chiendent
- Pisidium supinum (Schmidt, 1851); ou Pisidie des plaines
- Pisidium tenuilineatum (Stelfox, 1918); ou Petite pisidie
- Sphaerium corneum (Linnaeus, 1758); ou Cyclade commune
- Sphaerium nucleus (S. Studer, 1820); ou Cyclade cerise
- Sphaerium ovale (A. Férussac, 1807); ou Cyclade ovale
- Sphaerium rivicola (Lamarck, 1818); ou Grande cyclade
- Sphaerium solidum (Normand, 1844); ou Cyclade des fleuves

## Sphincterochilidae
- Sphincterochila candidissima candidissima (Draparnaud, 1801); ou Caragouille solide

## Subulinidae
- Rumina decollata (Linnaeus, 1758); ou Bulime tronqué

## Succineidae
- Oxyloma elegans elegans(Risso, 1826); ou Ambrette élégante
- Oxyloma sarsii (Esmark, 1886); ou Ambrette des marais
- Quickella arenaria (Potiez & Michaud, 1835); ou Ambrette des sables
- Succinea putris (Linnaeus, 1758); ou Ambrette amphibie
- Succinella oblonga (Draparnaud, 1801); ou Ambrette terrestre

## Testacellidae
- Testacella bisulcata (Risso, 1826); ou Testacelle douteuse
- Testacella gestroi (Issel, 1873); ou Testacelle corso-sarde
- Testacella haliotidea (Draparnaud, 1801); ou Testacelle commune
- Testacella maugei (A. Férussac, 1819); ou Testacelle atlantique
- Testacella scutulum (G.B. Sowerby, 1820); ou Testacelle des jardins

## Thiaridae
- Melanoides tuberculatus (O.F. Müller, 1774); ou Mélanie tropicale

## Trissexodontidae
- Caracollina lenticula (Michaud, 1831); ou Hélice caracol
- Mastigophallus rangianus (Michaud, 1831); ou Hélice fripée
- Trissexodon constrictus (Boubée, 1836); ou Hélice de Navarre

## Truncatellidae
- Truncatella subcylindrica (Linnaeus, 1767); ou Truncatelle de l’estran

## Unionidae
- Anodonta anatina anatina (Linnaeus, 1758); ou Anodonte des rivières
- Anodonta cygnea cygnea (Linnaeus, 1758); ou Anodonte des étangs
- Pseudanodonta complanata (Rossmässler, 1835); ou Anodonte comprimée
- Pseudanodonta complanata dorsuosa (Drouët, 1881); ou Anodonte comprimée de la Saône
- Pseudanodonta complanata elongata (Holandre, 1836); ou Anodonte comprimée de la Moselle
- Pseudanodonta complanata gratelupeana (Gassies, 1849); ou Anodonte comprimée de la Garonne
- Pseudanodonta complanata ligerica (Bourguignat, 1880); ou Anodonte comprimée de la Loire
- Psilunio littoralis cuneat (Jacquemin, 1835); ou Mulette des rivières rhodanienne
- Psilunio littoralis littoralis (Cuvier, 1798); ou Mulette des rivières
- Psilunio littoralis pianensis (Boubée, 1833); ou Mulette des rivières pyrénéenne
- Sinanodonta woodiana (Lea, 1834); ou Anodonte chinoise
- Unio crassus (Philipsson, 1788); ou Mulette épaisse
- Unio mancus mancus (Lamarck, 1819); ou Mulette méridionale
- Unio pictorum pictorum (Linnaeus, 1758); ou Mulette des peintres
- Unio tumidus tumidus (Philipsson, 1788); ou Mulette renflée

## Valloniidae
- Acanthinula aculeata (O.F. Müller, 1774); ou Escargotin hérisson
- Gittenbergia sororcula (Benoit, 1859); ou Escargotin montagnard
- Plagyrona placida (Shuttleworth, 1852); ou Vallonie méridionale
- Vallonia costata (O.F. Müller, 1774); ou Vallonie costulée
- Vallonia declivis (Sterki, 1893); ou Vallonie orientale
- Vallonia enniensis (Gredler, 1856); ou Vallonie des marais
- Vallonia excentrica (Sterki, 1893); ou Vallonie des pelouses
- Vallonia pulchella (O.F. Müller, 1774); ou Vallonie trompette

## Valvatidae
- Valvata cristata (O.F. Müller, 1774); ou Valvée plane
- Valvata macrostoma (Mörch, 1864); ou Valvée nordique
- Valvata piscinalis piscinalis (O.F. Müller, 1774); ou Valvée porte-plumet

## Vertiginidae
- Columella aspera (Waldén, 1966); ou Columelle obèse
- Columella columella gredleri (Clessin, 1873); ou Columelle alpine
- Columella edentula (Draparnaud, 1805); ou Columelle édentée
- Truncatellina arcyensis (Klemm, 1943); ou Maillotin de Bourgogne
- Truncatellina callicratis (Scacchi, 1833); ou Maillotin denté
- Truncatellina claustralis (Gredler, 1856); ou Maillotin strié
- Truncatellina cylindrica (A. Férussac, 1807); ou Maillotin mousseron
- Vertigo alpestris (Alder, 1838); ou Vertigo des Alpes
- Vertigo angustior (Jeffreys, 1830); ou Vertigo étroit
- Vertigo antivertigo (Draparnaud, 1801); ou Vertigo des marais
- Vertigo geyeri (Lindholm, 1925); ou Vertigo septentrional
- Vertigo lilljeborgi (Westerlund, 1871); ou Vertigo des aulnes
- Vertigo modesta arctica (Wallenberg, 1858); ou Vertigo arctique
- Vertigo moulinsiana (Dupuy, 1849); ou Vertigo de Des Moulins
- Vertigo pusilla (O.F. Müller, 1774); ou Vertigo inverse
- Vertigo pygmaea (Draparnaud, 1801); ou Vertigo commun
- Vertigo substriata (Jeffreys, 1833); ou Vertigo strié

## Vitrinidae
- Eucobresia diaphana (Draparnaud, 1805); ou Semilimace aplatie
- Eucobresia glacialis (Forbes, 1837); ou Semilimace recouverte
- Eucobresia nivalis (Dumont & Mortillet, 1854); ou Semilimace des neiges
- Oligolimax annularis (S. Studer, 1820); ou Semilimace globuleuse
- Phenacolimax major (A. Férussac, 1807); ou Semilimace des plaines
- Phenacolimax stabilei (Lessona, 1880); ou Semilimace des alpages
- Semilimax kotulae (Westerlund, 1883); ou Semilimace alpine
- Semilimax pyrenaicus (A. Férussac, 1821); ou Semilimace atlantique
- Semilimax semilimax (J. Férussac, 1802); ou Semilimace des montagnes
- Vitrina pellucida  (O.F. Müller, 1774); ou Semilimace commune
- Vitrinobrachium breve (A. Férussac, 1821); ou Semilimace germanique

## Viviparidae
- Viviparus ater ater  (de Cristofori & Jan, 1832); ou Paludine des Alpes
- Viviparus contectus  (Millet, 1813); ou Paludine commune
- Viviparus viviparus viviparus  (Linnaeus, 1758); ou Paludine d'Europe

## Zonitidae
- Zonites algirus (Linnaeus, 1758); ou Escargot peson

### Revues spécialisées francophones
- Revue MalaCo ; Revue française de malacologie continentale, peu de publications annuelles, nombreux articles en ligne ; https://journal-malaco.mnhn.fr/
- Folia Conchyliologica ; Revue française de malacologie continentale, nombreuses parutions annuelles et des liens vers les plateformes internet consacrées à la malacologie. http://www.cernuelle.com/download.php?lng=fr&tconfig=0